# Alain Prost
Pour les articles homonymes, voir Prost.
Temple international de la renommée du sport automobile 1999

Signature d'Alain Prost.

Alain Prost, né le 24 février 1955 à Lorette dans le département de la Loire, est un pilote automobile français. Quadruple champion du monde des pilotes de Formule 1 en 1985, 1986, 1989 et 1993, victorieux de 51 Grands Prix de Formule 1 pour 199 départs entre 1980 et 1993, celui que l'on surnomme « Le Professeur » est considéré comme l'un des plus grands pilotes de l'histoire du sport automobile. Michael Schumacher a été le premier à dépasser le total record de 51 victoires que Prost détenait depuis 1993, à l'occasion du Grand Prix de Belgique en 2001. En 1999, Prost a reçu les World Sports Awards du siècle dans la catégorie sport automobile. Sa rivalité au sommet avec Ayrton Senna fait partie des grandes heures de la Formule 1 au tournant des années 1980 et 1990. Il demeure le seul pilote de l'histoire à devenir champion du monde par deux fois en battant son équipier champion du monde en titre (Niki Lauda en 1985 et Ayrton Senna en 1989). Il est également le seul champion du monde français de Formule 1, et son palmarès (51 victoires, 33 pole positions, 41 meilleurs tours, 106 podiums, 2 683 tours en tête) le voit figurer sur un plan statistique parmi les cinq meilleurs pilotes de l'histoire.
Prost découvre le karting à l'âge de 14 ans lors de vacances en famille. Il progresse dès lors, dans les rangs juniors du sport automobile, remportant les championnats de France de Formule 3 et d'Europe, avant de rejoindre l'équipe McLaren de Formule 1 en 1980 à l'âge de 24 ans. Il termine sixième et dans les points à l'occasion de son premier Grand Prix disputé en Argentine, accroche son premier podium sur le même circuit un an plus tard et sa première victoire en course lors du Grand Prix de France 1981, pilotant pour l’écurie Renault. En 1983, il passe à deux points d'un premier titre mondial, face à Nelson Piquet et sa Brabham. Il est engagé par Ron Dennis pour revenir chez McLaren et échoue d'un demi-point pour le titre 1984 que s'adjuge son coéquipier Niki Lauda. Alain Prost atteint son but la saison suivante, où il est sacré à deux courses de la fin, devenant le premier champion du monde français de Formule 1.
Au cours des années 1980 et au début des années 1990, Prost se construit un palmarès très important au prix de nombreuses rivalités, de René Arnoux à ses débuts, à Nelson Piquet, Niki Lauda ou Nigel Mansell par la suite ainsi que bien sûr principalement avec Ayrton Senna. En 1986, lors de la dernière course de la saison disputée en Australie sur le circuit d'Adélaïde, il bat Mansell et Piquet pilotes d'une Williams pourtant bien plus véloce au terme d'une course spectaculaire durant laquelle il fait le choix de poursuivre malgré des pneus abîmés, risquant également la panne sèche, pour remporter en même temps que la course, son second titre mondial. L'arrivée de Senna chez McLaren en 1988 bien que souhaitée par Prost, marque le début d'une rivalité historique qui durera plusieurs années dont certains dénouements seront très controversés, parmi lesquels une collision lors du Grand Prix du Japon en 1989 qui donne à Prost son troisième titre de champion du monde des pilotes.
Il rejoint alors la Scuderia Ferrari et la lutte pour le titre entre les deux rivaux se dénoue au même endroit le 21 octobre 1990, où un nouvel accrochage dès le premier virage permet à Senna d'enlever le titre. Avant la fin d'une saison 1991 sans victoire, Prost est licencié par Ferrari pour avoir critiqué publiquement l'équipe. Au terme d'un congé sabbatique en 1992 au cours duquel il n'a de cesse de préparer son retour, Prost rejoint l’écurie Williams, incitant de fait, le champion en titre des pilotes Mansell à partir pour le championnat américain de CART. Au volant d'une voiture très compétitive et très en forme malgré ses 38 ans, Prost remporte le championnat de 1993 et se retire dans la gloire d'un quatrième titre mondial et adoubé par son rival de jadis, Ayrton Senna qui signe à ce moment la paix des braves quelques mois avant son tragique décès sur le circuit d'Imola.
Par la suite, Prost reste impliqué dans le monde de la Formule 1 en collaborant notamment avec Mercedes qui motorise son écurie de cœur McLaren à partir de 1995. Deux ans plus tard, en 1997, Prost rachète pour un montant de douze millions d'euros, l’équipe française Ligier, qu'il renomme Prost Grand Prix jusqu’à sa faillite en 2002 et malgré des débuts prometteurs. De 2003 à 2012, il participe régulièrement au Trophée Andros de courses sur glace dont il remporte le titre à trois reprises.
Toute sa carrière durant, Prost a usé d'un style souple et détendu au volant, prenant ouvertement exemple sur des pilotes tels que Niki Lauda, Jackie Stewart et Jim Clark. Il est surnommé « le professeur » en raison de son approche intellectuelle de la course et bien qu'il ne s'agisse pas d'un sobriquet qu’il aime particulièrement, il admet plus tard que c’est un résumé approprié à son approche de la course. Démontrant une habileté à préparer sa voiture pour les conditions de course, Prost préserve souvent ses freins et ses pneus tôt dans la course, les laissant plus frais pour prendre le dessus dans les derniers tours.
Il a en outre, apporté son expertise en étant commentateur et consultant à la télévision, a engagé l'écurie Renault-e.dams dans le Championnat de Formule E FIA et est de juillet 2019 à janvier 2022 directeur non exécutif de Renault F1 Team devenue Alpine en 2021, après avoir été son conseiller spécial.

## Biographie

### Jeunesse et débuts en compétition
Alain Marie Pascal Prost, fils d'André Prost et Marie-Rose Karatchian (née en France d'origine arménienne), est né le 24 février 1955 à Lorette, une ville située à une dizaine de kilomètres de Saint-Chamond dans la Loire, où il a vécu toute son enfance et adolescence avec son frère aîné Daniel Prost. Ses parents travaillent ensemble dans les « Établissements Prost, meubles de style » qui confectionnent les parties métalliques de tables et de chaises. Adolescent il pratique de nombreux sports tels que le football. Il envisage une carrière de professeur de gymnastique ou de footballeur professionnel avant de découvrir le karting à l'âge de 14 ans durant des vacances familiales sur la Côte d'Azur, à Antibes, où son frère Daniel atteint d'une tumeur au cerveau et fan de cette discipline, lui propose de l'accompagner. Avec un bras dans le plâtre à cause d'une chute à la poutre, il remporte la course alors qu'il est parti en dernière position ; cet événement est déterminant pour sa future carrière.
Prost remporte de nombreux titres dans sa jeunesse. En karting, il est d'abord champion d’Europe junior et champion de France junior en 1973. L'année suivante, il devient champion de France senior de karting. Il effectue par la suite son service national à Bitburg (51e régiment d'artillerie) et Trèves (51e régiment de transmissions) et doit partager son temps entre sa passion pour le sport automobile et l'armée. En 1975, il abandonne le kart pour se consacrer à l'automobile. Il s'inscrit à l’école de pilotage Elf Winfield, du circuit du Castellet, et gravit un à un tous les échelons menant à la Formule 1 : il est lauréat du Volant Elf en 1975 puis, avec une domination écrasante (il remporte douze courses sur treize) en Formule Renault française remporte les championnats d'Europe Formule Renault en 1977. Il gagne ensuite les titres de champion de France et d'Europe de Formule 3 en 1979 et gagne notamment le Grand Prix de Monaco de Formule 3 synonyme, à l'époque, de tremplin vers la Formule 1. Fin 1979, au terme d'une saison qui voit certains grands noms de la discipline, tirer leur révérence, Prost effectue ses premiers tours de roue en Formule 1 sur une McLaren à l'occasion d'un test comparatif avec l'espoir américain, Kevin Cogan. Alain Prost subjugue le directeur de l'écurie Teddy Mayer en réalisant de meilleurs temps que John Watson, le pilote titulaire de l'écurie, ce qui lui vaut d'être recruté pour la saison suivante,.

### Débuts en Formule 1 avec McLaren

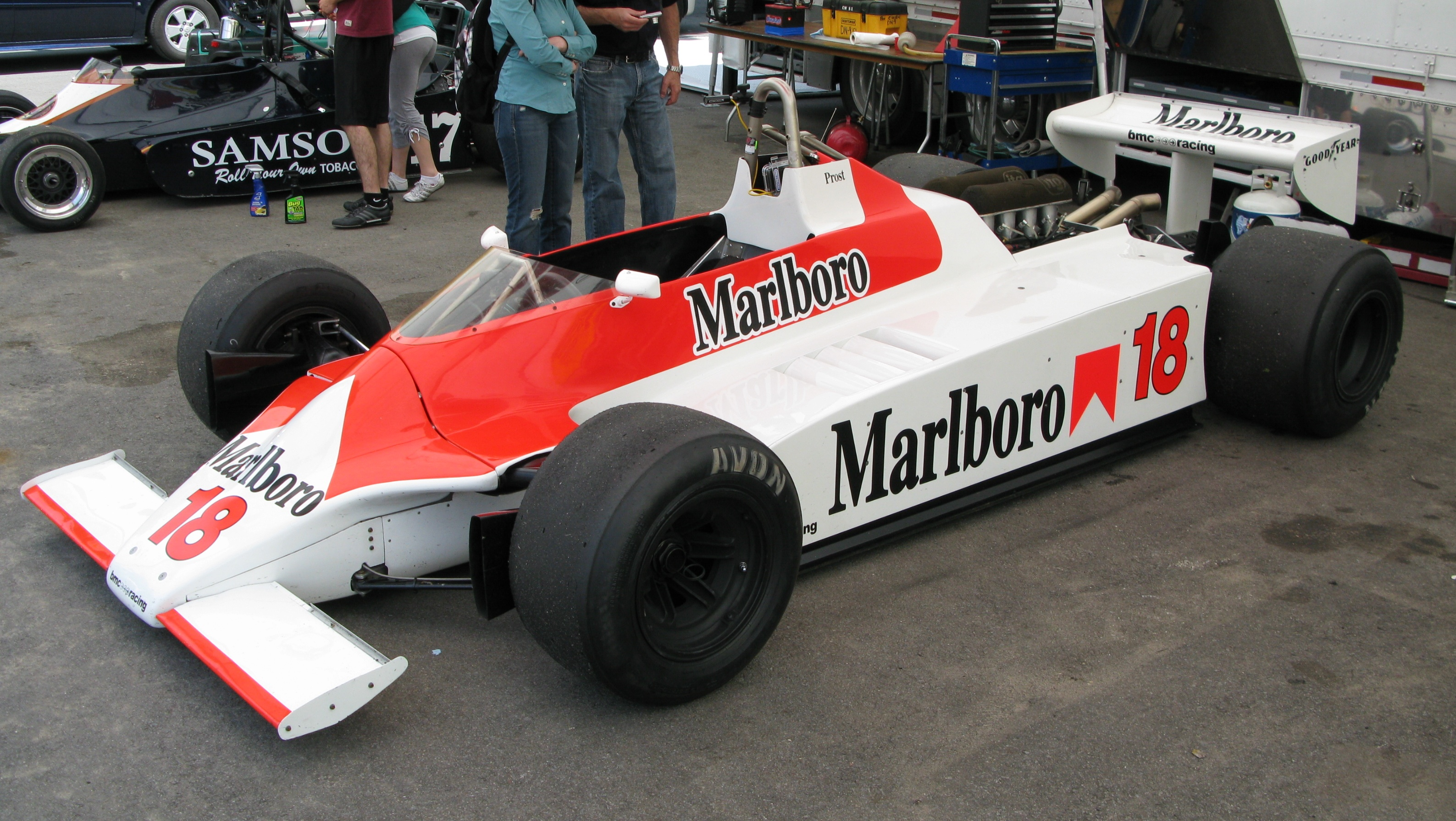
Alain Prost pilote une McLaren M30 à la fin de la saison 1980.

Alain Prost dispute sa première course en catégorie reine le 13 janvier 1980, sur le circuit Oscar Alfredo Galvez à Buenos Aires à l'occasion du Grand Prix d'Argentine, au cours duquel il surprend en terminant dans les points, au sixième rang d'une course dominée par l'Australien Alan Jones. Les courses suivantes lui permettent de s'affirmer comme l'un des pilotes les plus prometteurs de sa génération, mais il doit cependant composer avec la médiocrité de son matériel qui ne lui permet pas de lutter régulièrement avec les meilleurs. Cinquième dès le Grand Prix suivant au Brésil, sa saison est ensuite émaillée par de nombreux abandons. Ainsi en Afrique du Sud, une rupture mécanique en pleine séance d'essais qualificatifs provoque un accident au cours duquel il se blesse au poignet. De son stand, il assiste le lendemain au premier triplé français de l'histoire du championnat du monde de Formule 1, composé de René Arnoux, Jacques Laffite et Didier Pironi,. Cet évènement contribue à le faire réfléchir à un changement d'écurie. À Monaco, il abandonne après un carambolage au départ causé par la Tyrrell de Derek Daly alors qu'il avait réalisé le dixième temps aux qualifications, très loin devant son équipier Watson non qualifié. Il marque encore le point de la sixième place en Grande-Bretagne au volant de la McLaren M29. Au cours de la saison, les mécaniciens de McLaren le surnomment « The Little Frog » et griffonnent « Tadpole ». En fin de saison, Prost est chargé de tester la McLaren M30 tandis que son équipier conserve une M29. Il termine septième en Autriche, puis sixième aux Pays-Bas et septième en Italie,. Il remonte jusqu'à la quatrième place au Canada (potentiellement la troisième car la Ligier de Pironi, alors seconde, sera ultérieurement pénalisée d'une minute) avant d'abandonner, une casse mécanique ayant entraîné une sortie de route. Mais lors de la dernière course, aux États-Unis, un accident scelle le sort de la M30. À la fin de la saison, Prost est seizième du classement des pilotes avec cinq points. Fin 1980, malgré l'arrivée chez McLaren d'une nouvelle et ambitieuse équipe dirigeante avec à sa tête Ron Dennis, Prost résilie son contrat de deux ans et rejoint l'écurie française Renault-Elf malgré des offres de la Scuderia Ferrari.
La période est marquée par de grands changements, des tensions et de rivalités internes entre la FISA du président français Jean-Marie Balestre soutenue par les constructeurs français ainsi que Ferrari et la FOCA dirigée par Bernie Ecclestone qui n'arrivent pas à se mettre d'accord quant au partage entre autres, du marché économique de la Formule 1 ainsi que des aspects sécuritaires. Le transfert de Prost, considéré comme le meilleur espoir français, chez Renault dont la fiabilité du moteur turbo, (longtemps moquée) est enfin prouvée, fait l'objet d'un certain retentissement et fait naître l'espoir de voir enfin un pilote français champion du monde, qui plus est dans une écurie à 100 % française,,.

### L'épopée Renault F1

#### 1981: la découverte du moteur turbo

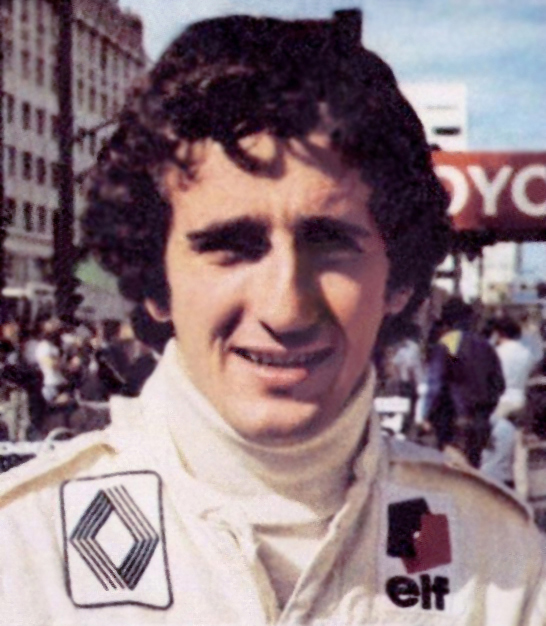
Alain Prost en 1981.

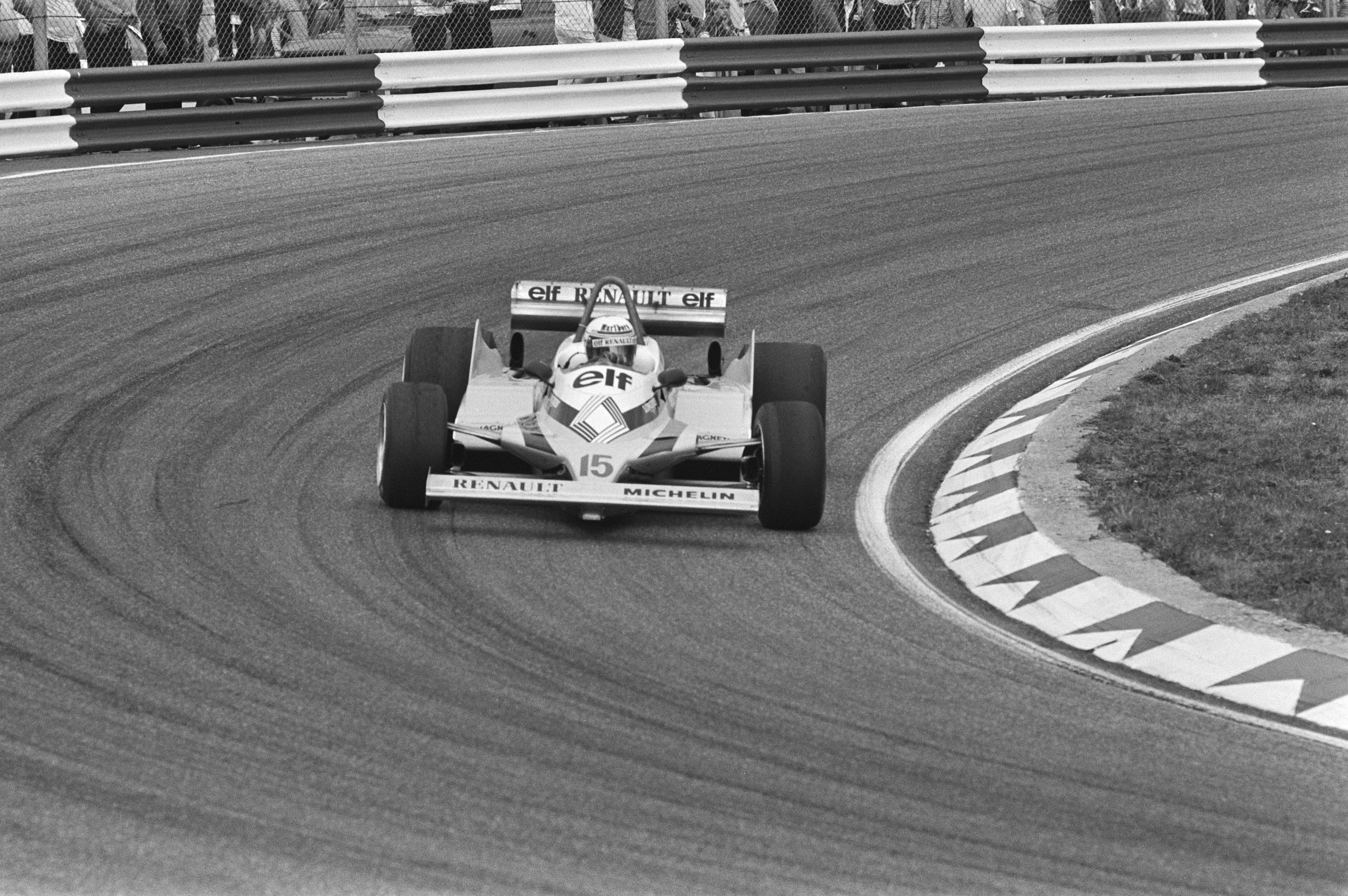
Alain Prost durant le Grand Prix des Pays-Bas 1981 qu'il va remporter.

En 1981, Alain Prost intègre une écurie Renault-Elf très ambitieuse et avec l'objectif dans un premier temps, de prouver la valeur grandissante du moteur V6 à technologie turbocompressée développé par l'ingénieur Bernard Dudot et de disputer le titre mondial. Il est accompagné de son coéquipier et compatriote, René Arnoux, pilote réputé rapide et adroit, déjà vainqueur de deux Grands Prix la saison précédente. Les rapports entre les deux pilotes se compliquent dès l'intersaison, Prost étant immédiatement plus rapide qu'Arnoux pourtant plus expérimenté. Carlos Reutemann, le pilote argentin de Williams estime que les pilotes français de la marque au losange seront des adversaires redoutables : « Les Renault seront imbattables si le turbo fonctionne correctement. »,.
Alain Prost ne termine pas les deux premiers Grands Prix à cause de collisions, avec Andrea De Cesaris lors du Grand Prix des États-Unis Ouest et avec Siegfried Stohr au cours du Grand Prix du Brésil. Le Français monte sur le podium pour la première fois de sa carrière en championnat du monde au Grand Prix d'Argentine, qu'il termine à la troisième place derrière les Sud-Américains Nelson Piquet et Reutemann mais il déçoit par la suite, ne finissant aucune des quatre courses suivantes, laissant planer l'interrogation sur la fiabilité du moteur turbocompressé français,,,,. C'est l'arrivée, au cours de l'été, de la nouvelle monoplace RE30 plus légère et aérodynamique, qui va changer la donne pour le pilote français : il décroche dans des conditions climatiques délicates, sa première victoire à l'occasion du Grand Prix de France sur le circuit de Dijon-Prenois, devant John Watson (son ancien équipier) et Piquet.
Alain Prost poursuit sur sa lancée en accrochant la deuxième place du Grand Prix d'Allemagne derrière Piquet, le lendemain de la première pole position de sa carrière, et en remportant coup sur coup deux nouvelles victoires : aux Pays-Bas, devant Nelson Piquet et Alan Jones, (confirmant sa pole position de la veille), et en Italie devant Jones et Reutemann,,,. Le Français auteur d'un nouveau podium derrière Alan Jones, lors de la dernière course de la saison disputée sur le parking du Caesars Palace à Las Vegas, se classe finalement cinquième du championnat à seulement sept points du nouveau champion du monde Nelson Piquet constituant le plus petit écart en termes de points entre les cinq meilleurs pilotes d'une saison de Formule 1,.
Alain Prost, vainqueur de trois Grand Prix et auteur de deux pole positions, conclut une première saison chez la marque française, riche en matière d'enseignements. Après un début de saison marqué par des problèmes de fiabilité du moteur et de sous virages de la monoplace, les ingénieurs de la régie Renault ont pu apprécier les capacités de travail et de talent dans la mise au point du jeune pilote qui ont permis son redressement pour la deuxième partie de saison,.

#### 1982: la poursuite d'un apprentissage dans la difficulté

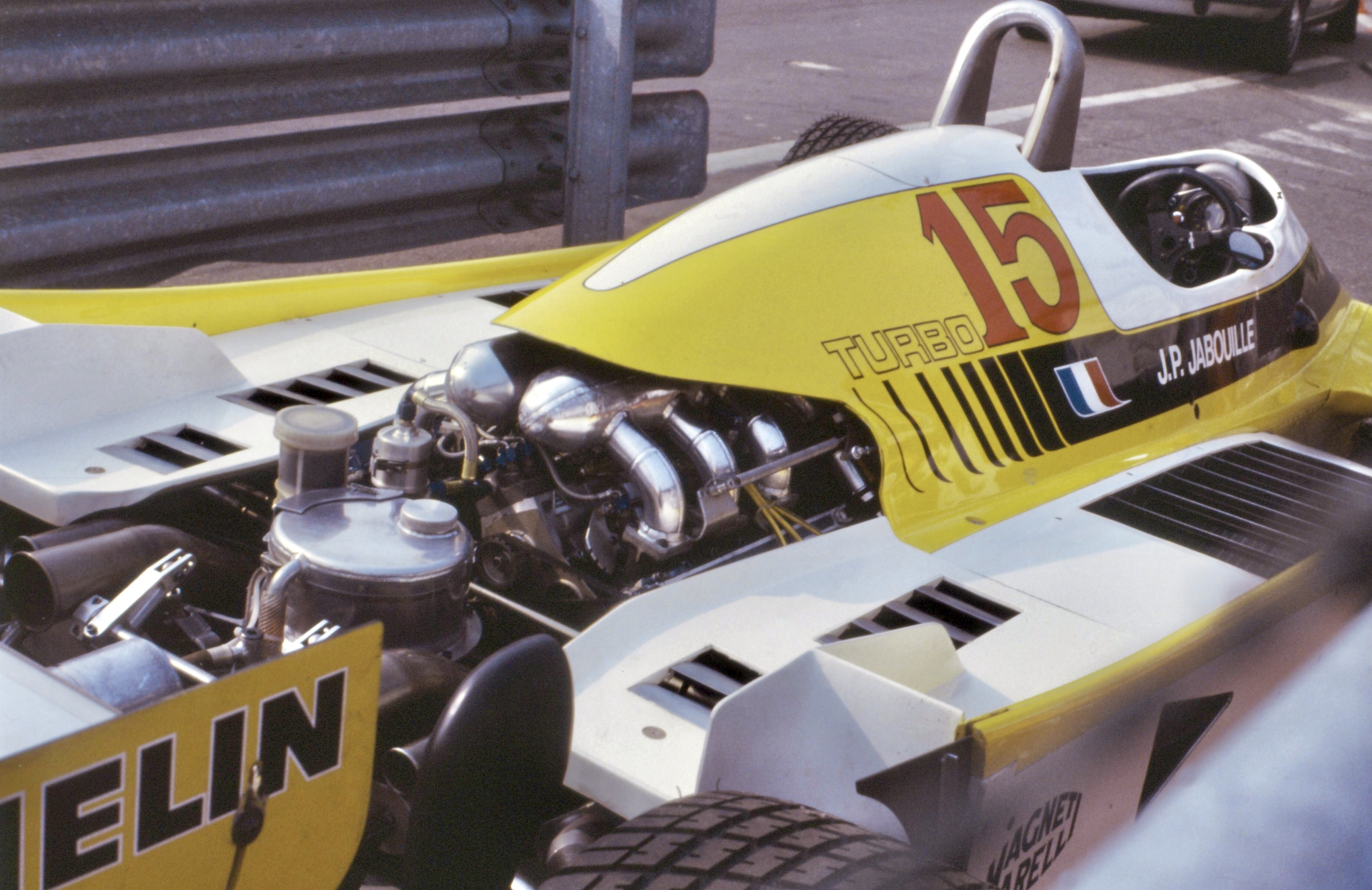
Le moteur turbocompressé équipant Renault, qui va devenir l'objet de toutes les convoitises.

Très attendus en 1982, Alain Prost et René Arnoux impressionnent au volant de la RE30B durant les essais privés d'intersaison qui tendent à prouver que leurs monoplaces sont les plus rapides du plateau. La principale interrogation repose sur la fiabilité des monoplaces de la Scuderia Ferrari pilotées par les expérimentés Gilles Villeneuve et Didier Pironi, équipées elles aussi d'un moteur turbocompressé et annoncées très compétitives,,.
Le Français marque directement les esprits en remportant les deux premiers Grands Prix de la saison : en Afrique du Sud devant Carlos Reutemann et son coéquipier Arnoux, et au Brésil devant les britanniques John Watson et Nigel Mansell. À cette occasion, il réalise le premier hat trick de sa carrière à la suite de la disqualification de Nelson Piquet et Keke Rosberg initialement devant Prost mais coupables d'une infraction au niveau du poids de leur monoplace. Il impressionne la concurrence notamment en Afrique du Sud, où il parvient à gagner malgré la nécessité d'un arrêt imprévu à la suite d'une crevaison,,. Devenu très rapidement l'un des principaux favoris pour le titre mondial, le Français déçoit par la suite en ne marquant qu'un seul point au cours des huit Grand Prix suivants. Victime de la montée en puissance des pilotes Ferrari et Williams, du manque de fiabilité chronique de sa monoplace, ainsi que d'une rivalité contre-productive avec son coéquipier René Arnoux, Prost aborde les six derniers Grand Prix de la saison, déjà largement distancé au classement,,,,,,.
Sa relation avec René Arnoux atteint un point de non-retour à l'occasion du Grand Prix de France au cours duquel Alain Prost croit avoir passé un accord avec son coéquipier afin de bénéficier de son aide durant la course. Cependant, Arnoux refuse de se plier aux consignes d'équipe lui intimant l'ordre de laisser passer Prost, et remporte son premier succès de la saison. Furieux malgré sa deuxième place, Alain Prost se répand dans la presse en expliquant le manque de loyauté de son coéquipier, divisant une bonne partie des suiveurs francophones de la Formule 1 et invoque en outre que ses échecs sont la résultante d'un manque d'investissement des ingénieurs, et de la régie Renault qui fournit des pièces inadaptées ne permettant pas une exploitation optimale du moteur turbo. Bernard Dudot concepteur du bloc moteur de la monoplace du Français ne nie pas la problématique : « Nous avions défini le matériel adapté fin 1981, mais l'industrie aéronautique et ses fournisseurs fonctionnant avec des délais n'ayant rien à voir avec nos exigences, nous avons dû exploiter un matériel électronique inadapté. À l'automne 82, nous avons reçu les premiers prototypes de ce que nous avons prévu d'utiliser sans problèmes jusqu'à la fin 84. Le titre sera donc une possibilité pour 83. »,.
Auteur d'un dernier podium lors du Grand Prix de Suisse, le Français est ensuite impliqué lors des essais qualificatifs du Grand Prix d'Allemagne dans le grave accident qui met un terme à la carrière de Didier Pironi (alors en tête du championnat) et ce, deux mois seulement après le décès de Gilles Villeneuve lors du Grand Prix de Belgique.
Il termine une saison de F1 marquée par un climat pesant d'oppositions entre motoristes ainsi que les drames à répétition, au quatrième rang du championnat des pilotes et en proie aux doutes,,,,,. Le Français auteur de deux succès ainsi que de cinq pole positions, est néanmoins conforté à la suite du départ de René Arnoux, dans une écurie qui s'avère la plus rapide sur un tour, mais souffre d'une fiabilité très aléatoire.
Deux mois après le dernier Grand Prix de l'année, Prost participe au Rallye du Var, dernière épreuve du championnat de France des rallyes (deuxième division), organisé les 27 et 28 novembre. Il dispose pour l'occasion une Renault 5 Turbo groupe 4 d'une puissance de 200 chevaux et fait équipe avec Jean-Marc Andrié, copilote habituel de Jean Ragnotti. Des problèmes de blocage d'accélérateur l'empêchent de se livrer à fond. En milieu d'épreuve, il occupe malgré tout la huitième place lorsqu'un nouveau blocage de sa commande entraîne une sortie dans un fossé, contraignant l'équipage à l'abandon.

#### 1983: un vice-champion du monde déçu

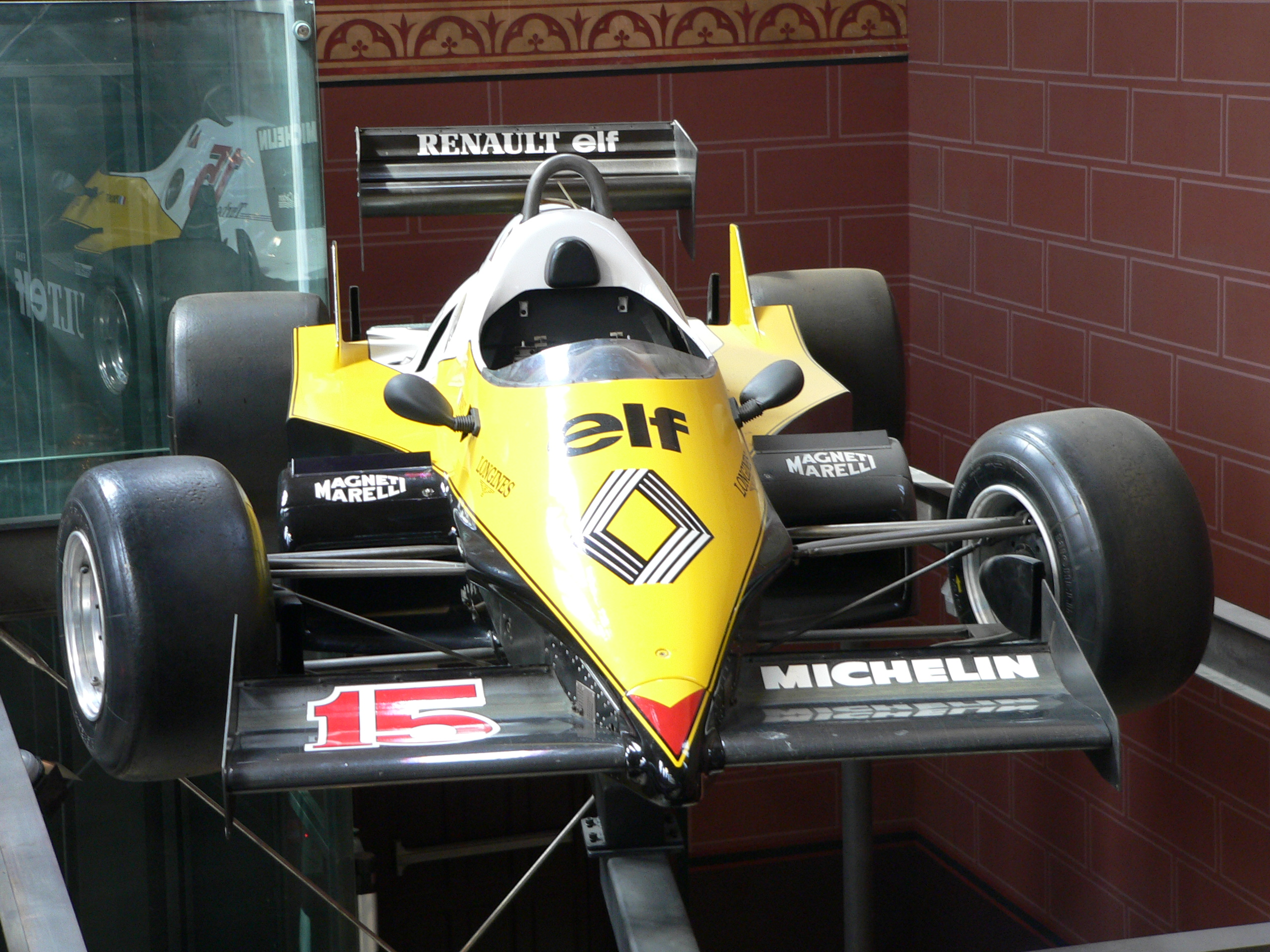
La Renault RE40 pilotée par Alain Prost en 1983.

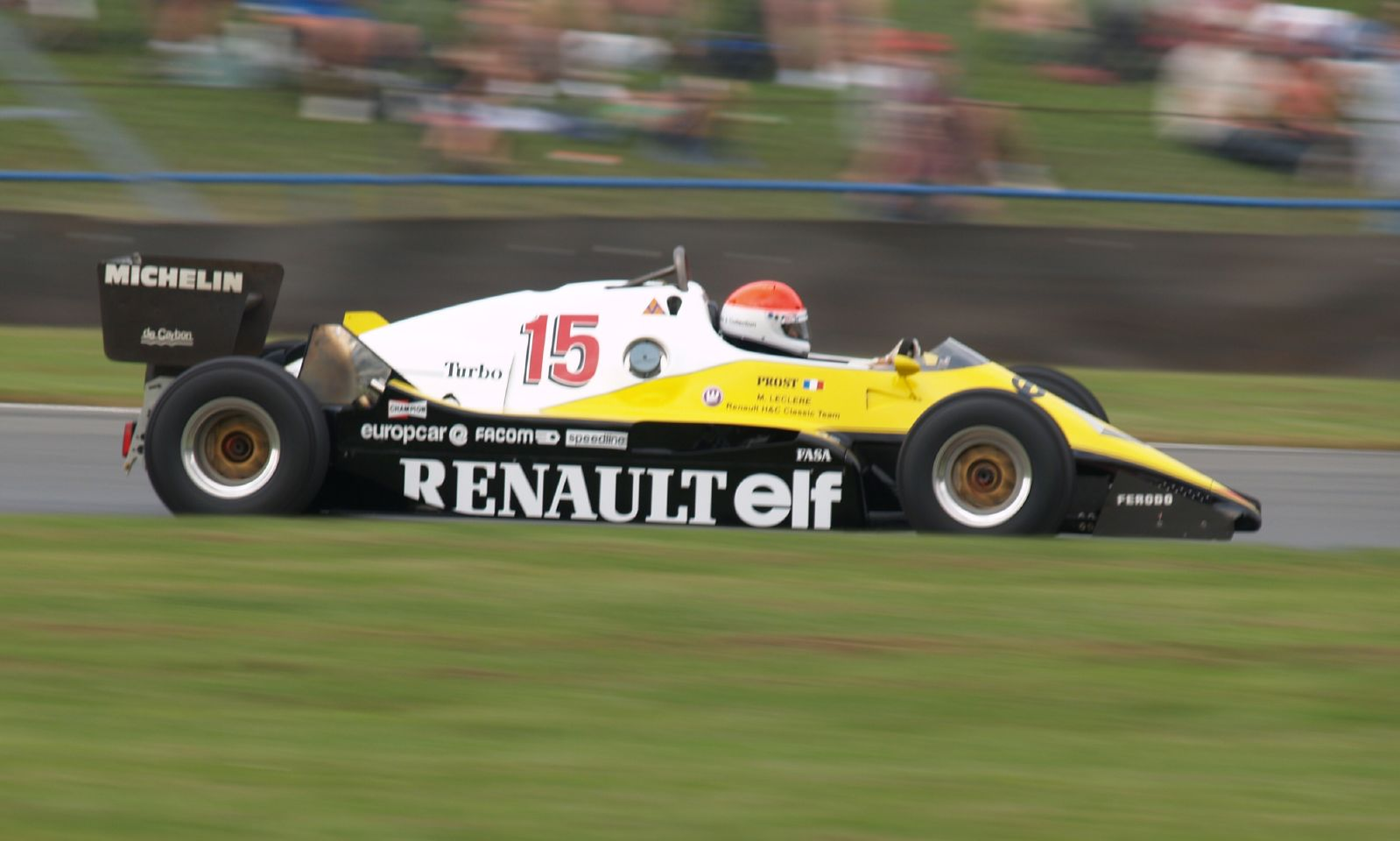
La Renault RE40 de Prost en 1983, en démonstration en 2007, pilotée par Michel Leclère.

La saison 1983 marque l'interdiction des jupes à effet de sol, responsables de la plupart des drames de la saison précédente. Elle s’avère ainsi le théâtre d'un bouleversement technologique qui amène les différents constructeurs à user d'ingéniosité et à innover. À ce jeu-là, Renault et Prost, débarrassé de René Arnoux remplacé par l'américain Eddie Cheever, clairement deuxième pilote, réalisent une bonne opération et impressionnent dès les essais privés d'intersaison disputés sur le circuit de Jacarepaguá. En effet, les promesses de Bernard Dudot en 1982 semblent tenues et la monoplace française RE30C présente déjà, selon Prost, une excellente tenue de route et une bonne motricité qui sera améliorée par un nouveau modèle RE40 prévu dès l'arrivée en Europe, que les ingénieurs français annoncent « Révolutionnaire. ». Le moteur V6 à technologie turbocompressée, de plus en plus utilisé dans le monde de la Formule 1, semble montrer des signes de meilleure fiabilité et  pouvoir constituer un atout de poids dans la course au titre mondial, que vise ouvertement le pilote français désormais âgé de 27 ans.
Les promesses entrevues laissent vite place à la déception pour Prost qui manque les deux premières courses de la saison disputées au Brésil et aux États-Unis. L'arrivée de la nouvelle monoplace pour le Grand Prix de France tient toutes ses promesses et permet au Français d'apporter une réponse éclatante en remportant grâce à un nouvel hat trick, la sixième victoire de sa carrière. Étincelant les mois qui suivent, le Français réalise deux pole positions et remporte cinq podiums dont trois nouveaux succès en Belgique devant Patrick Tambay et son coéquipier Cheever, en Grande-Bretagne devant le duo Piquet-Tambay, et en Autriche où il devance René Arnoux et Piquet. Il aborde les deux dernières courses de la saison en tête du championnat du monde avec seulement deux points d'avance sur son ancien équipier et rival français, René Arnoux désormais pilote de la Ferrari, et cinq points sur l'expérimenté pilote brésilien de Brabham-BMW, Nelson Piquet. Ce dernier, moins performant en début de saison, profite au maximum de la vélocité surprenante de sa monoplace en fin de saison pour réduire l'écart ,,,,,,,,,,.
Le Grand Prix d'Europe voit le Brésilien l'emporter devant le Français, cependant Prost qui réalise son septième podium de la saison, reste en tête du championnat avant le dernier Grand Prix de la saison. En Afrique du Sud, ils sont trois pilotes aux styles différents mais aux potentiels presque similaires à pouvoir rafler le titre mondial. Alain Prost, un pilote très doux qui domine le championnat depuis plusieurs mois, mais clairement en perte de vitesse depuis le Grand Prix des Pays-Bas, Nelson Piquet, très intelligent, qui possède déjà l'expérience d'un titre de champion du monde et irrésistible depuis quelques semaines et René Arnoux, le plus agressif, très rapide et parfois victime de son tempérament. Sur le circuit du Kyalami, les faibles espoirs d'Arnoux s'évanouissent rapidement, son moteur cédant dès le début de course. En difficulté sur une Renault peu en verve, Prost quant à lui, subit d'entrée la loi de Piquet qui a pris autoritairement la tête de la course mais ne peut qu'espérer une défaillance du Français pour décrocher le titre mondial. Ce qui arrive au 36e tour, Prost étant victime d'une nouvelle défaillance de son turbocompresseur. Toujours en tête, Piquet peut alors se permettre de réduire la cadence et se laisse glisser jusqu'à la troisième place, suffisante pour devancer le pilote Renault au classement de seulement deux points.
Le Français est furieux de cette défaite ainsi que du manque de réactivité de son écurie qui n'a pas souhaité déposer de protestation alors qu'il est très rapidement avéré que le moteur turbo de la monoplace du Brésilien bénéficie d'un carburant non conforme créé par BASF, présentant un indice d’octane très largement supérieur à ce qui est autorisé. En effet, pour la régie Renault et Gérard Larrousse, l'obtention d'un titre sur tapis vert ne leur apportera aucune gloire et de plus, un gentlemen's agreement régit les relations entre constructeurs. Pour Prost, avec qui les relations avec Larrousse ne furent jamais au beau-fixe, le constat est clair : la greffe n'a jamais pris et la firme au losange n’a pas la motivation pour être championne du monde. Le divorce, seule solution valable pour les deux parties, est rapidement signé : « Alain Prost a demandé à Renault de reprendre sa liberté pour 1984. Gérard Larrousse lui a donné son accord, estimant qu'il n'est pas souhaitable au plus haut niveau de la compétition automobile, de faire confiance à un pilote qui ne partage pas les objectifs et les valeurs de l'équipe. Renault-Elf le remercie cependant pour son apport et souhaite à Alain Prost la meilleure continuation dans la suite de sa brillante carrière en Formule 1. »,,,. Laissé libre, Alain Prost rejoint la prometteuse écurie McLaren dirigée par Ron Dennis, portée par John Barnard, un ingénieur britannique de talent ainsi qu'un pilote très expérimenté et double champion du monde en la personne de Niki Lauda avec lequel il s'entend bien et en qui il pressent un collaborateur exemplaire, pouvant lui apporter beaucoup d'enseignements. Julian Jakobi devient en outre son agent à la fin de l'année,.
Si le parcours de Prost chez Renault ne se termine pas aussi bien que prévu et vierge de tout titre mondial alors qu'il s'agissait initialement de l'objectif affiché du Français ainsi que de la régie, cette collaboration intense a permis de façonner les contours d'un pilote de grand potentiel, excellent metteur au point ainsi qu'au caractère très affirmé. Une collaboration riche de neuf victoires, dix-sept podiums, dix pole positions, huit meilleurs tours en course ainsi qu'une place de vice champion du monde.

### Premiers titres mondiaux avec McLaren-TAG

#### 1984: un vice champion du monde heureux

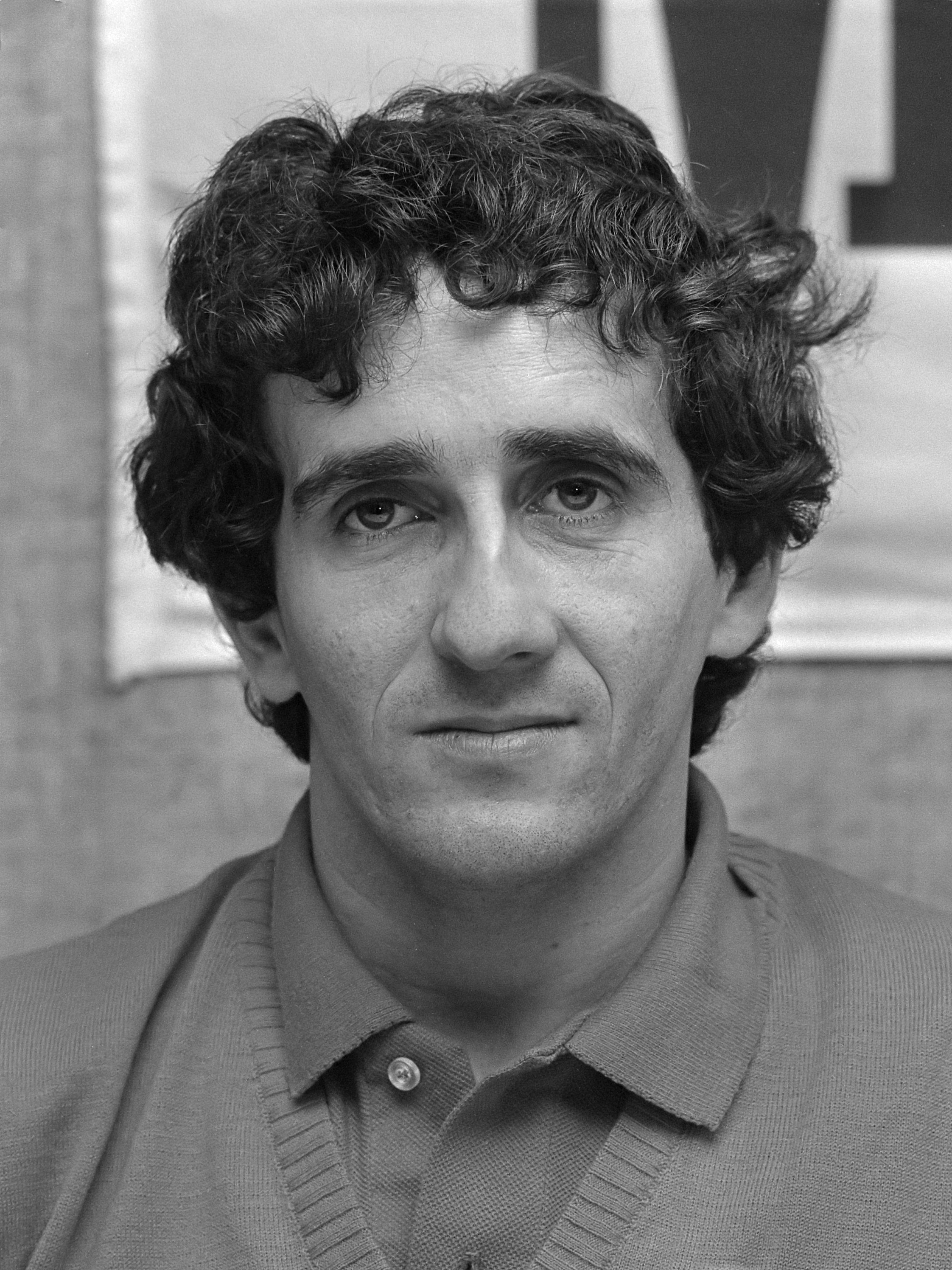
Alain Prost en 1984.

L'équipe McLaren que Prost retrouve début 1984 n'a plus grand-chose à voir avec celle qu'il avait quittée fin 1980. Sous l'impulsion de son directeur général Ron Dennis, de l'ingénieur John Barnard, du coordinateur sportif Jo Ramírez et du motoriste Porsche, elle s'est affirmée comme l'une des écuries montantes avec plusieurs victoires et places d'honneur. Aux côtés du très expérimenté autrichien Niki Lauda, double champion du monde revenu en Formule 1 en 1982 après trois années d'arrêt, le français participe au développement d'une monoplace MP4/2 à la pointe de la technologie et dotée de freins en carbone ainsi que d'un moteur turbocompressé TAG Porsche, en progression constante la saison précédente. Les résultats ne se font pas attendre avec la domination des pilotes McLaren au cours des essais d'intersaison. Une domination d'autant plus large que les écuries rivales éprouvent des difficultés économiques ou structurelles qui entravent leur développement,,.
Alain Prost entame sa collaboration avec l'équipe McLaren par un succès au Grand Prix du Brésil disputé sur le circuit de Jacarepaguá. Mal parti, le pilote français profite des abandons de Lauda sur problème électrique puis de son remplaçant chez Renault-Elf, le britannique Derek Warwick (suspension cassée) pour s'imposer haut la main devant Keke Rosberg et Elio De Angelis. Dès le Grand Prix suivant, en Afrique du Sud, contraint de s'élancer de la ligne des stands à bord de sa voiture de réserve en raison d'un problème de pompe à essence pendant le tour de formation, le Français réalise une impressionnante remontée qui assure le doublé aux monoplaces blanches et rouges, Lauda s'imposant sans opposition. La domination des McLaren en course, si elle connaît un surprenant coup d'arrêt en Belgique qui voit l'Italien Michele Alboreto s'imposer sur Ferrari, se poursuit de plus belle. À Imola, Prost décroche facilement sa deuxième victoire de la saison devant René Arnoux et De Angelis tandis que Lauda profite d'une perte de roue de son coéquipier pour s'imposer sur le circuit de Dijon-Prenois, ces succès permettant aux deux pilotes de dominer largement le championnat, la veille du Grand Prix de Monaco,. Cette domination s'explique par plusieurs facteurs, le principal étant que la MP4/2 est très bien équilibrée tant sur un plan aérodynamique qu'au niveau du bloc propulseur, et si les écarts sur un tour ne sont pas vraiment significatifs comme l'atteste le fait que les deux pilotes n'ont réalisé aucune pole position, le rythme en course est redoutable. En effet, le moteur TAG Porsche compense son déficit de puissance moindre que ceux qui propulsent les rivaux, et la légèreté de la monoplace permet d'utiliser des pneus tendres sans usure excessive. Cela combiné au style de pilotage très économe de Prost et Lauda, offre les ingrédients d'une incontestable domination,,,.

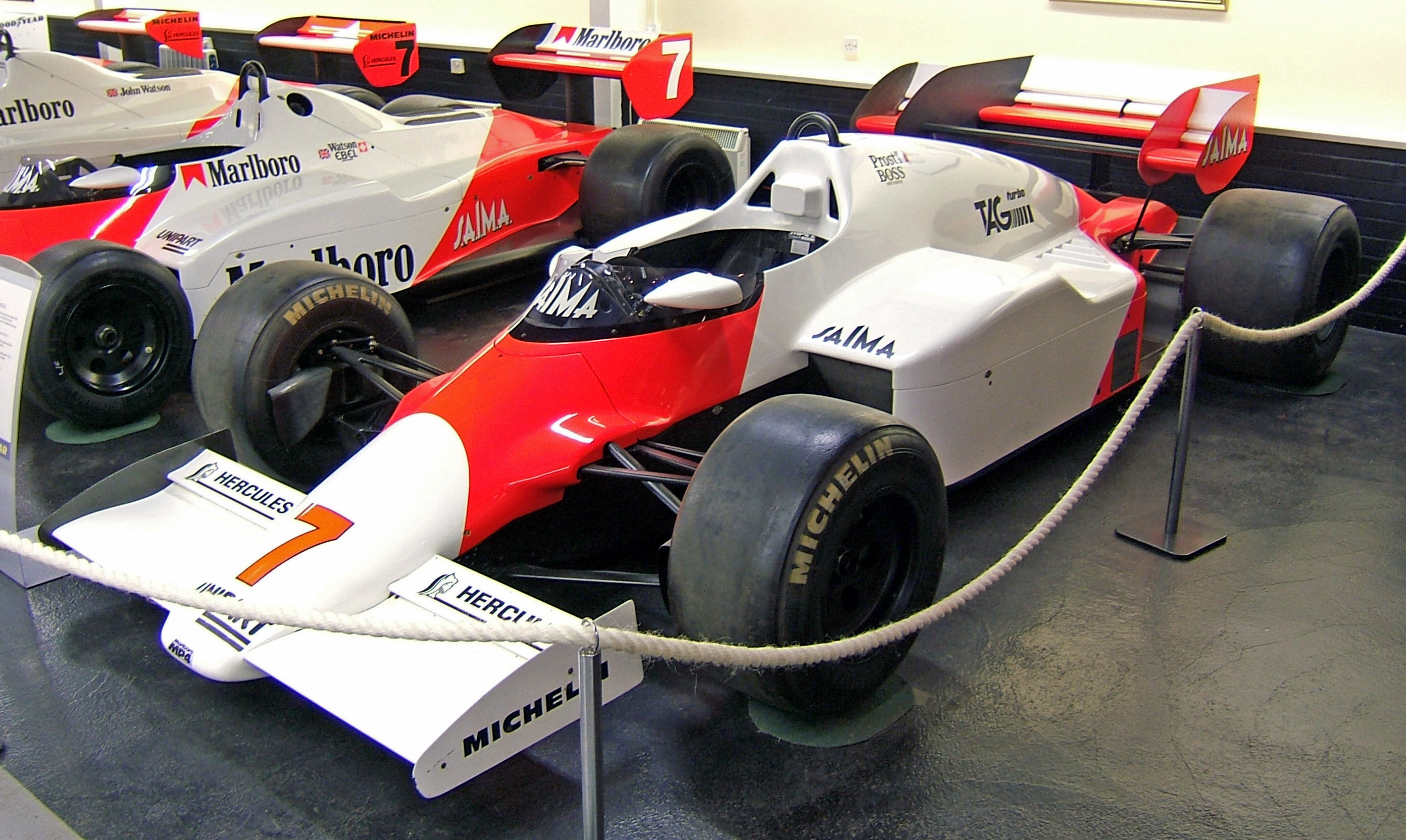
La McLaren MP4/2 pilotée par Alain Prost en 1984.

Sur le circuit urbain de Monaco, Prost surprend tout d'abord sur une piste réputée privilégiant les moteurs puissants, en réalisant la onzième pole position de sa carrière. Le lendemain, sous une pluie diluvienne, le Français prend rapidement les devants et crée des écarts sur ses principaux rivaux jusqu'à ce que d'importants problèmes avec ses freins combinés à l'impressionnante remontée du jeune pilote brésilien de la modeste Toleman, Ayrton Senna n'entrave ses perspectives de victoire. Prost, conscient de la sortie de piste de certains de ses principaux rivaux dont Lauda, décide de ne pas faire opposition à Senna quand il se présentera dans son rétroviseur, afin d'assurer des points importants au championnat. C'est à ce moment que la direction de course présidée par Jacky Ickx prend la décision d'interrompre prématurément le Grand Prix lors du 31e tour alors qu'il était prévu 76 boucles. Cette douzième victoire inespérée du Français s'accompagne de seulement 4,5 points au lieu des neufs accordés pour une victoire,.
La tournée en Amérique du Nord est moins productive pour les deux équipiers, qui réalisent un nouveau podium lors du Grand Prix du Canada, mais ne jouent pas les premiers rôles à Détroit et à Dallas, permettant à certains pilotes tels que Nelson Piquet vainqueur de deux succès et Keke Rosberg de refaire une bonne partie de leur retard,,. Prost reste néanmoins un solide leader du championnat avant le retour en Europe pour l'été, disposant de 35,5 points devant le régulier pilote Lotus, De Angelis (26) et Lauda (24).

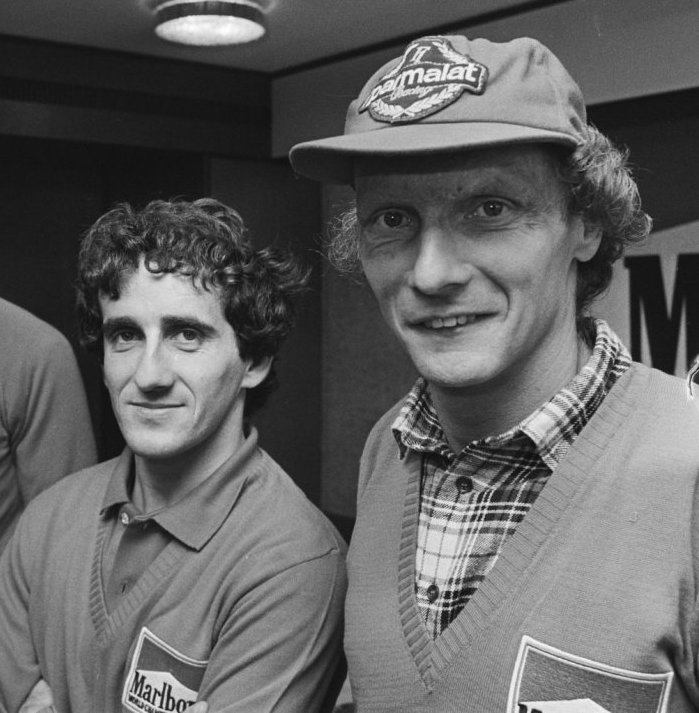
Prost et Lauda opposés sur la piste en 1984 mais très proches en dehors.

À Brands Hatch, le Français semble en mesure de creuser le trou au championnat mais une défaillance de sa boîte de vitesses offre la victoire à son équipier Niki Lauda. Auteur d'un impressionnant hat trick en Allemagne, Prost reprend trois points à l'Autrichien mais un nouvel abandon en Autriche sur sortie de piste conjugué à un nouveau succès de Lauda, permet au pilote autrichien extrêmement régulier de s'emparer de la tête du championnat du monde,,. Lors des deux Grand Prix qui suivent, les deux pilotes se rendent coups pour coups, Prost s'imposant devant Lauda à Zandvoort tandis que l'Autrichien profite de l'abandon de son équipier et remporte son cinquième succès de la saison à Monza. Au moment d'aborder les deux dernières courses de la saison, Lauda compte 9,5 points d'avance sur Prost au championnat,.
Sur le nouveau circuit du Nürburgring, Prost relance grâce à son succès, la course au titre mondial tandis que Lauda, en échec durant tout le week-end, parvient néanmoins à sauver la quatrième place qui lui permet d'aborder le Grand Prix du Portugal, terme de la saison, avec 3,5 points d'avance sur son rival,. Comme au Nürburgring, Prost s'impose au terme d'une nette domination, tandis que Lauda réalise un début de course délicat avant de se livrer à une remontée pleine de maîtrise jusqu'à la deuxième place qui lui offre à 35 ans, le troisième titre mondial de sa carrière pour un demi-point, écart minimal encore jamais constaté.
Très souvent dominateur en piste, et bien qu'il remporte sept courses et réalise trois pole positions, Prost est à nouveau défait au championnat : il s'incline face à son équipier Niki Lauda, plus régulier. Il est cependant le premier depuis le Britannique Jim Clark en 1963 à gagner sept courses en une saison, égalant ainsi le record de l'époque.
Alain Prost accepte avec fatalisme cet échec et ressent même le plaisir de voir son coéquipier qu'il admire et dont il est très proche, remporter le titre. Conscient que l'émulation sportive au sein de son équipe a permis tous ces succès, il déclare : « Il n'y a pas beaucoup de pilotes que j'ai pu considérer comme une idole à proprement parler, mais Niki en est assurément l'un d'eux et en dépit de ma déception réelle, celle-ci est atténuée par le fait qu'il soit le pilote qui me devance. Je suis très heureux pour lui. La saison a été parfaite en termes d'ambiance et de compétitivité et je pense que nos monoplaces conserveront une bonne partie de l'avance technologique acquise par rapport à nos rivaux. »,,.

#### 1985: champion du monde

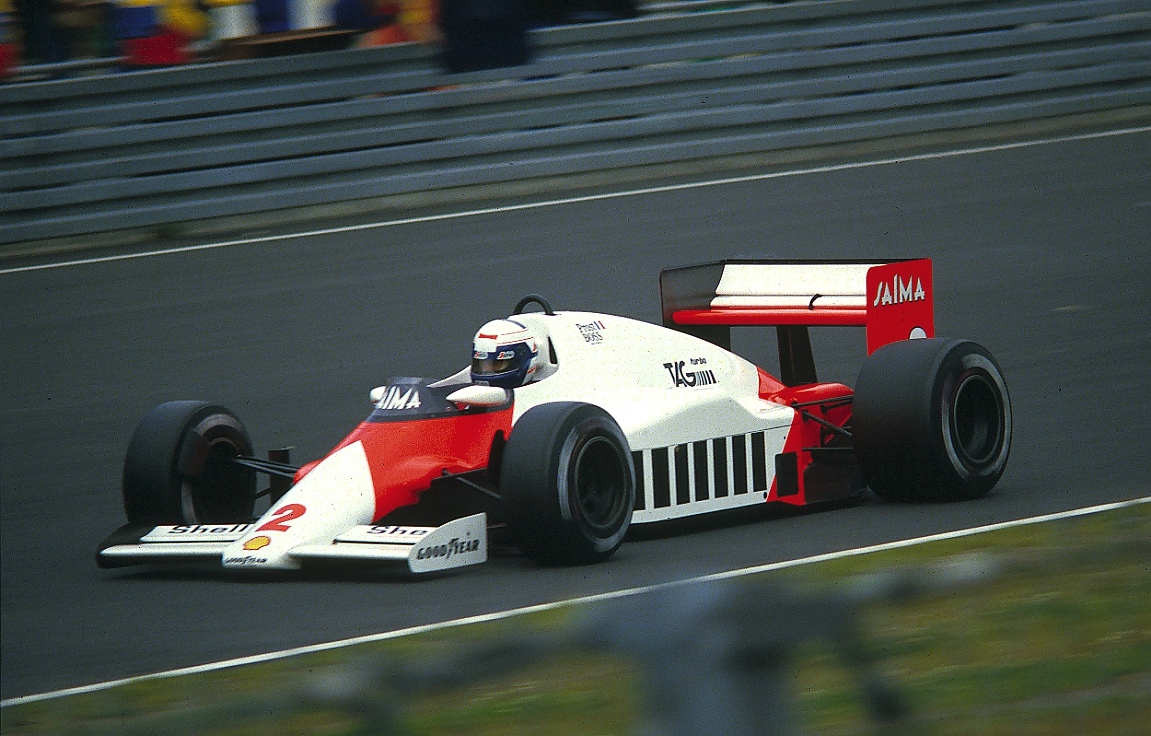
Alain Prost durant le Grand Prix d'Allemagne 1985.

Comme le Français l'avait annoncé à l'issue de la saison précédente, les essais d'intersaison démontre que la McLaren MP4/2B qui ne bénéficie pourtant pas d'évolution majeure, reste la machine à battre et le duo Prost-Lauda aligné à son volant apparaît comme le plus homogène du plateau. Les adversaires de l'écurie championne du monde paraissent en ordre dispersé et si les ingénieurs Lotus ont développé une monoplace très rapide et dispose d'un duo de jeunes pilotes talentueux avec Elio De Angelis et Ayrton Senna, la fiabilité du moteur Renault reste à prouver. Le constat est le même pour les pilotes Williams dont le développement du moteur Honda reste difficile,,,.
Alain Prost poursuit ses habitudes en ouvrant la saison par une victoire sans encombre au Brésil où son seul adversaire sérieux s'avère être le pilote italien de la Scuderia Ferrari, Michele Alboreto. Cependant, les deux Grand Prix qui suivent sont le théâtre de véritables déceptions pour le Français qui voient la victoire des deux pilotes Lotus, Senna tout d'abord qui survole la course sous une pluie diluvienne au Portugal, pendant que Prost partait en aquaplanage et abandonne à mi-course alors qu'il occupait la seconde place, puis De Angelis qui s'impose à Imola alors que Prost économe de ses efforts toute la course, pense avoir gagné en franchissant en tête la ligne d'arrivée, mais il est disqualifié pour poids non conforme, le pilote italien s'emparant ainsi de la tête du championnat,,. Lors du Grand Prix de Monaco, Prost parvient à inverser la tendance en remportant son deuxième succès en principauté, non sans avoir dû batailler à nouveau contre Alboreto tandis que De Angelis, solide troisième, conserve les commandes du classement général.

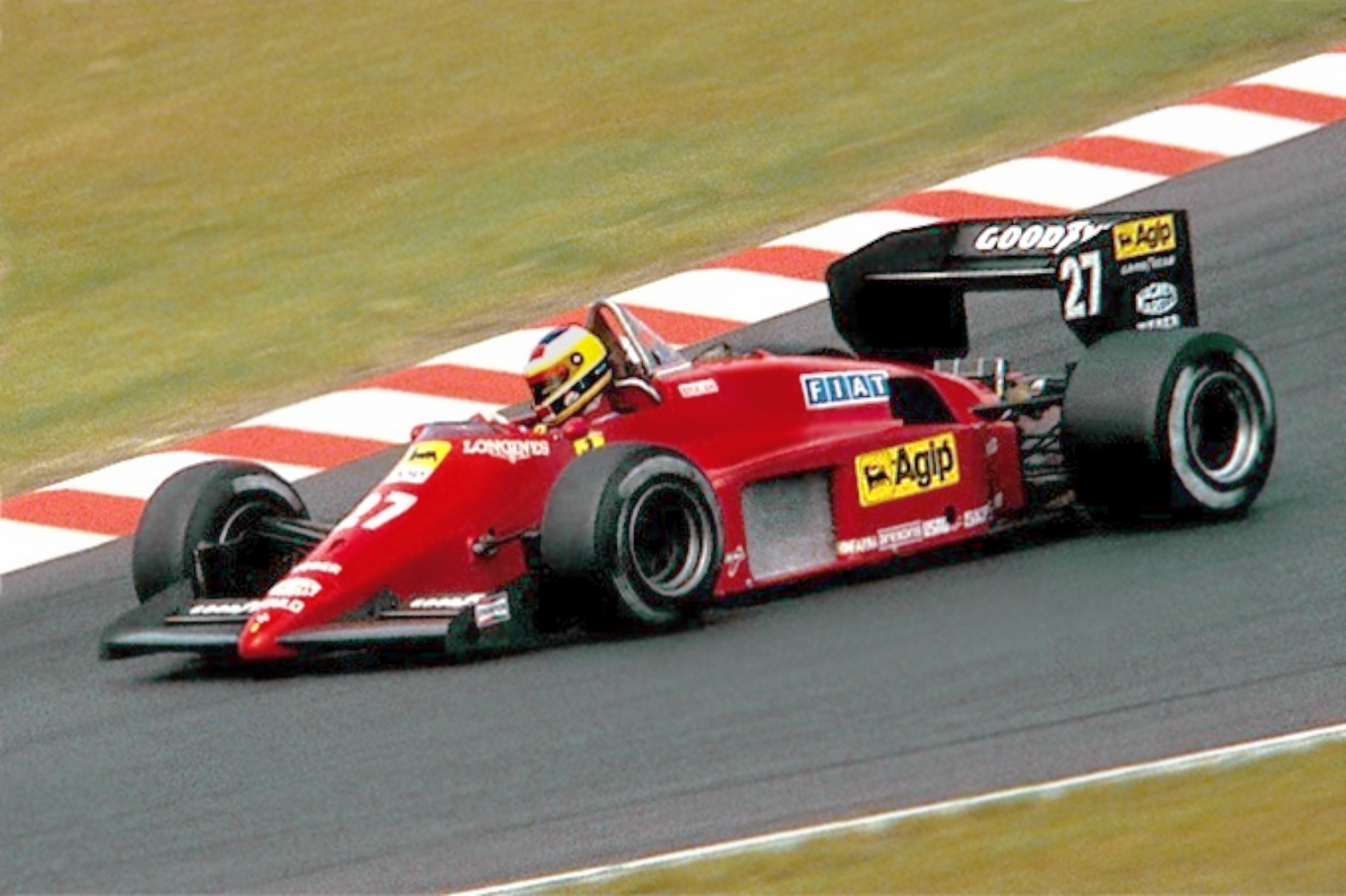
Michele Alboreto, le pilote italien de la Scuderia Ferrari, sera le principal rival de Prost pour le titre en 1985.

Lors des deux Grand Prix disputés sur le sol nord-américain, les pilotes Ferrari sont très efficaces, Alboreto s'imposant au Canada devant Stefan Johansson et Prost qui réalise son troisième podium de la saison. À Detroit, le Français déçoit à nouveau à la suite d'une nouvelle sortie de route tandis que l'Italien Alboreto confirme grâce à sa troisième place derrière Keke Rosberg et Johansson qu'il est l'homme fort du début de championnat. Le retour en Europe permet à Prost comme souvent, de redresser le niveau de performance de sa monoplace durant tout l'été, tout d'abord à l'occasion du Grand Prix de France qu'il termine au troisième rang derrière Nelson Piquet et Rosberg puis à Silverstone, en décrochant la troisième victoire de sa saison devant le pilote italien, inattendu rival du Français,. Le duel prend de l'ampleur le week-end suivant, au cours duquel Alboreto domine Prost à l'issue du Grand Prix d'Allemagne, un succès qui lui permet de posséder une avance de cinq points sur le Français.
Cette victoire d'Alboreto représente pourtant son chant du cygne. En effet, semblant privilégier l'efficacité et la régularité aux dépens de la vitesse qui présente plus de risques et dont il a souvent payé le prix fort, Prost est en train de muer son pilotage et profite, alors qu'il se contente initialement de la deuxième place, de l'abandon de son coéquipier Niki Lauda qui domine largement la course, pour remporter le Grand Prix d'Autriche et revenir à hauteur d'Alboreto, seulement troisième. Lors du Grand Prix des Pays-Bas, il se contente de la deuxième place derrière Lauda et prend la tête du classement tandis qu'Alboreto, seulement quatrième, n'a jamais été en mesure de se battre avec les meilleurs. Le véritable tournant de la saison a lieu à l'occasion du Grand Prix d'Italie disputé sur le circuit de Monza et alors que les tifosis attendent un réveil des pilotes Ferrari sur leurs terres, c'est finalement une déroute pour la Scuderia qui voit Prost l'emporter sans coup férir et s'envoler au classement, tandis qu'Alboreto abandonne au terme d'une course qui n'a fait que confirmer la baisse de performance des monoplaces de Maranello,.

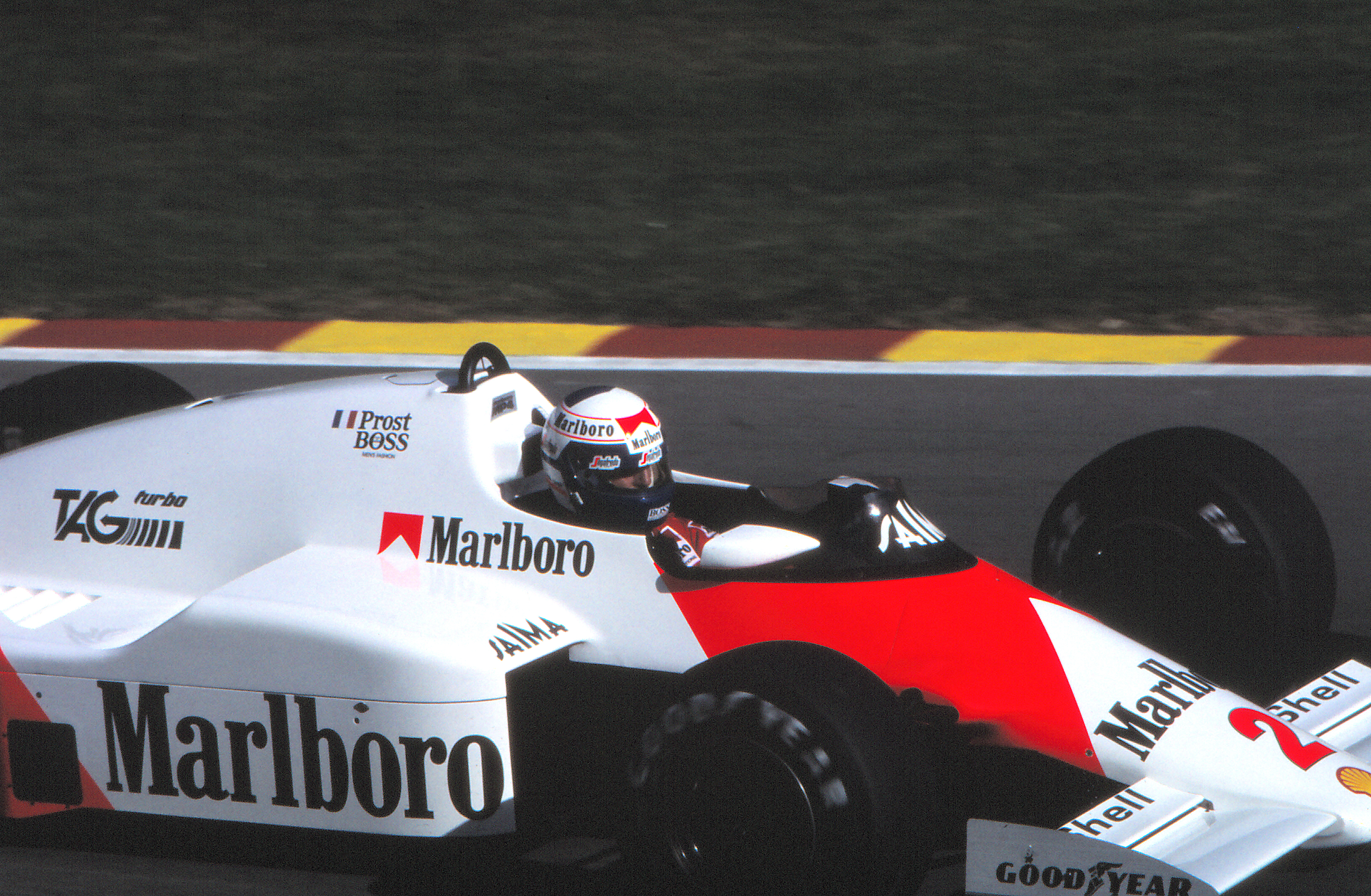
Alain Prost au volant de la MP4/2 lors du Grand Prix du sacre.

Jusqu'à la fin de saison, l'écurie italienne ne redressera plus la barre, les performances médiocres allant de pair avec une fiabilité désastreuse, tandis que Prost continue sur ses bases nouvelles à moindres risques en réalisant un nouveau podium lors du Grand Prix de Belgique derrière Senna et Nigel Mansell au cours duquel il subit les reproches de Ron Dennis, son patron chez McLaren furieux de voir le Français en garder sous le pied alors qu'il était selon lui, largement au-dessus de la concurrence, ce jour-là. Prost assume : « Je sais, mais le fait de prendre des risques ne m'a jamais apporté de réels bénéfices. Je préfère donc remporter un titre en maîtrisant mon pilotage et les risques. C'est ça pour moi qui caractérise un vrai pilote par rapport aux autres. »,. Le pilote français décroche son premier titre mondial dès le Grand Prix d'Europe (14e des 16 manches du championnat) grâce à une nouvelle place d'honneur, au quatrième rang et obtient le Grand Prix suivant en Afrique du Sud, son onzième et dernier podium d'une course marquée par la montée en puissance des Williams-Honda, ainsi que d'une saison qui lui a permis de comprendre après de nombreuses années de luttes âpres et serrés à pleine vitesse, que le talent ne suffit pas toujours et que l'intelligence émotionnelle et tactique prévaut dans l'obtention d'un grand titre,,,.
Vainqueur du championnat du monde avec 23 points d'avance sur Alboreto, Alain Prost devient à 30 ans, le premier pilote français à remporter le titre mondial dans la catégorie reine de la course automobile. Cette performance lui vaut d'obtenir la Légion d'honneur ainsi que les honneurs de la presse sportive française. Il est ainsi sacré Champion des champions de L'Équipe. Niki Lauda, le coéquipier et très proche ami de Prost annonce dans la foulée du titre du Français qu'il prend sa retraite en ne manquant pas de lui rendre hommage : « Déjà en 1984, je pense qu'il aurait pu remporter ce titre car il était bien plus rapide. Cette saison fut un peu différente mais j'ai vite compris qu'il restait au dessus. Je suis content pour lui car il s'agit du fruit d'un très long travail. »

#### 1986: second sacre au bout du suspense

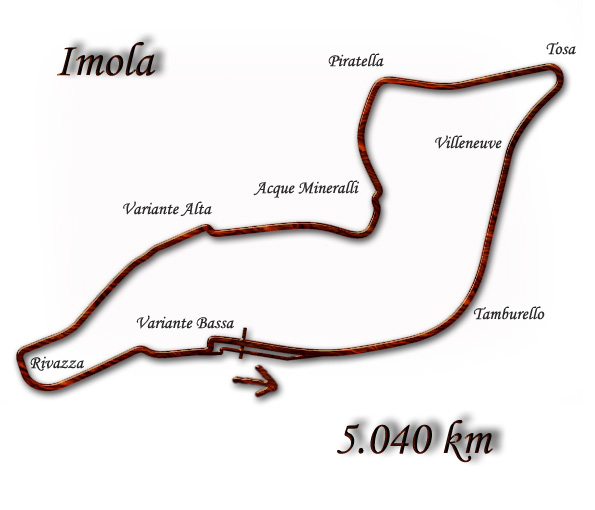
Alain Prost s'impose sur le circuit d'Imola malgré des problèmes d'essence.

En 1986, la McLaren que pilote Alain Prost subit très peu d'évolutions significatives durant l'intersaison, John Barnard se contentant d'apporter des modifications mineures tandis que les écuries rivales affichent des progrès considérables sur tous les plans depuis la fin de saison dernière. Les séances privées disputées quelques semaines avant l'ouverture de la saison sont ainsi largement dominées par la Lotus 98T du Brésilien Ayrton Senna et surtout la Williams-Honda de Nigel Mansell et Nelson Piquet. Prost espère néanmoins conserver sa couronne mondiale et reste le pilote à battre. Il aborde avec sérénité sa nouvelle collaboration avec le pilote finlandais Keke Rosberg, réputé nerveux et dont le style de pilotage diffère nettement de celui de Niki Lauda qu'il remplace,,,.
Le début de saison est marqué par la domination des pilotes brésiliens, Piquet s'imposant devant Senna au Brésil alors que Prost abandonne sur casse moteur, et Senna s'imposant aisément en Espagne devant Mansell et Prost qui signe son premier podium de la saison,. Malgré l'écart de performance de sa monoplace, Prost parvient, grâce à sa science de la course, à remporter les deux Grand Prix suivants, tout d'abord à Imola où il parvient à dominer Piquet et Gerhard Berger malgré un réservoir presque vide qui le contraint à effectuer le dernier tour à faible allure. Au moment de franchir le virage de Rivazza qui précède les deux dernières chicanes, le moteur manque de caler, obligeant le Français à effectuer de grands coups de volant dans l'objectif de chercher les dernières gouttes d'essence. Il franchit les chicanes de la Variante Bassa et remporte sa 22e victoire en maintenant l'ultime élan de sa monoplace, obligeant Berger qui le suit à un tour et rencontre les mêmes problèmes à freiner lourdement afin de ne pas avoir à effectuer de tour supplémentaire et ainsi sauvegarder le premier podium de sa carrière,. La seconde victoire sera acquise à Monaco de façon plus sereine et en dominant le week-end de bout en bout, lui permettant de réaliser, dans un circuit où les qualités de pilote priment, le troisième hat trick de sa carrière devant son coéquipier et Senna. Prost reprend la tête du championnat avec trois et sept points d'avance sur les Brésiliens Senna et Piquet, et aborde les courses suivantes rassuré par les capacités de sa McLaren qui reste compétitive et semble tenir le choc face à la puissance de Lotus et Williams.

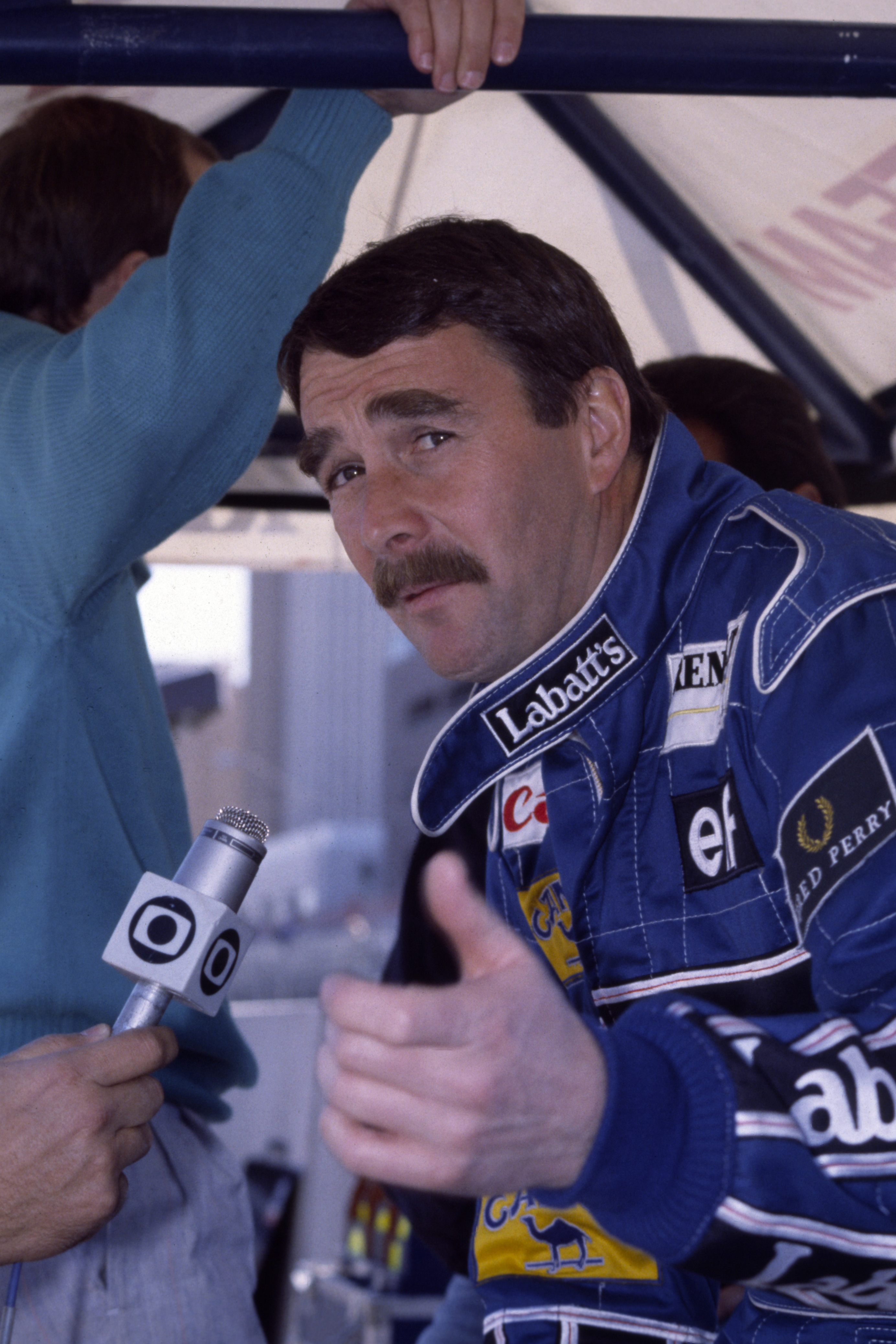
Le pilote Williams, Nigel Mansell, l'un des principaux rivaux du Français en 1986.

Les évènements lui donneront tort, car Piquet et Mansell, bien aidés par les apports aérodynamiques de leur monoplace Williams FW16 ainsi que le bloc propulseur mis au point par le motoriste japonais Honda, vont exercer une domination outrageuse et quasiment sans partage jusqu'à la fin du mois de septembre en remportant huit courses sur dix. Prost, vainqueur en Autriche et auteur de cinq autres podiums, au Canada derrière Mansell, à Détroit derrière Senna et Jacques Laffite, en France derrière Mansell, en Grande-Bretagne derrière le doublé Williams, et au Portugal derrière Mansell, parvient tant bien que mal à limiter les dégâts sur le plan comptable en profitant des abandons occasionnels de ses rivaux. Il aborde ainsi, les deux dernières courses avec respectivement onze et un points de retard sur Mansell et Piquet,,,,,,,,,,,,,,.
Mais plus que sur le plan sportif, la saison est surtout marquée par l'apogée d'une « guerre des moteurs » entre les trois meilleures écuries (McLaren-TAG de Prost et Rosberg, Williams-Honda de Mansell et Piquet et Lotus-Renault de Senna) faisant suite au report de deux ans de la limitation de puissance des moteurs à 600 chevaux, annoncé par le président de la FIA, Jean-Marie Balestre. Durant l'été, en marge du Grand Prix d'Allemagne, des négociations aboutissent à un accord tripartite en vue de la future saison entre Williams, Lotus et le meilleur motoriste du plateau, Honda, qui souhaite absolument s'adjoindre un pilote de la trempe de Senna. Le Brésilien, conscient que le moteur nippon a pris un avantage substantiel sur la concurrence, a même conditionné la suite de sa carrière chez Lotus à la signature de ce contrat. Au lieu d'apaiser les tensions, l'accord les ravive et crée une rivalité entre Senna, les pilotes Williams, mais aussi Alain Prost, qui lorgnait avec Ron Dennis, sur le bloc japonais pour équiper sa monoplace en 1987 et se sent lésé. Cette rivalité prend toute son ampleur dans les duels sur la piste et dans la lutte pour le titre mondial et c'est dans ce climat que se déroulent les dernières courses de la saison.
Auteur d'une nouvelle deuxième place derrière Berger au Mexique et profitant des quatrième et cinquième places de Piquet et Mansell, le Français réussit à aborder la dernière course de la saison, qui se dispute dans les rues d'Adelaïde en Australie, encore en lice pour le titre des pilotes, Mansell possédant six points d'avance sur Prost et sept sur Piquet. La position est certes très inconfortable face à deux pilotes bénéficiant d'une voiture plus performante, et le Britannique, qui doit assurer une quatrième place au minimum ou n'importe quelle place si ses adversaires ne l'emportent pas, est clairement favori, mais la pression est importante chez Williams qui doit satisfaire Soichiro Honda qui effectue exceptionnellement le déplacement en Australie, et l'espoir perdure pour le Français, serein, qui est déjà satisfait d'être encore présent face à de tels adversaires et bénéficie du soutien de toute son équipe, Keke Rosberg déclarant : « Pour moi, pas le moindre doute ! C'est Alain qui va remporter la victoire et je me dévouerais pour lui s'il le faut. Je le dois à l'équipe ! »,,. Mansell réalise la pole position devant Piquet, tandis que Prost partira le lendemain de la deuxième ligne avec Ayrton Senna.

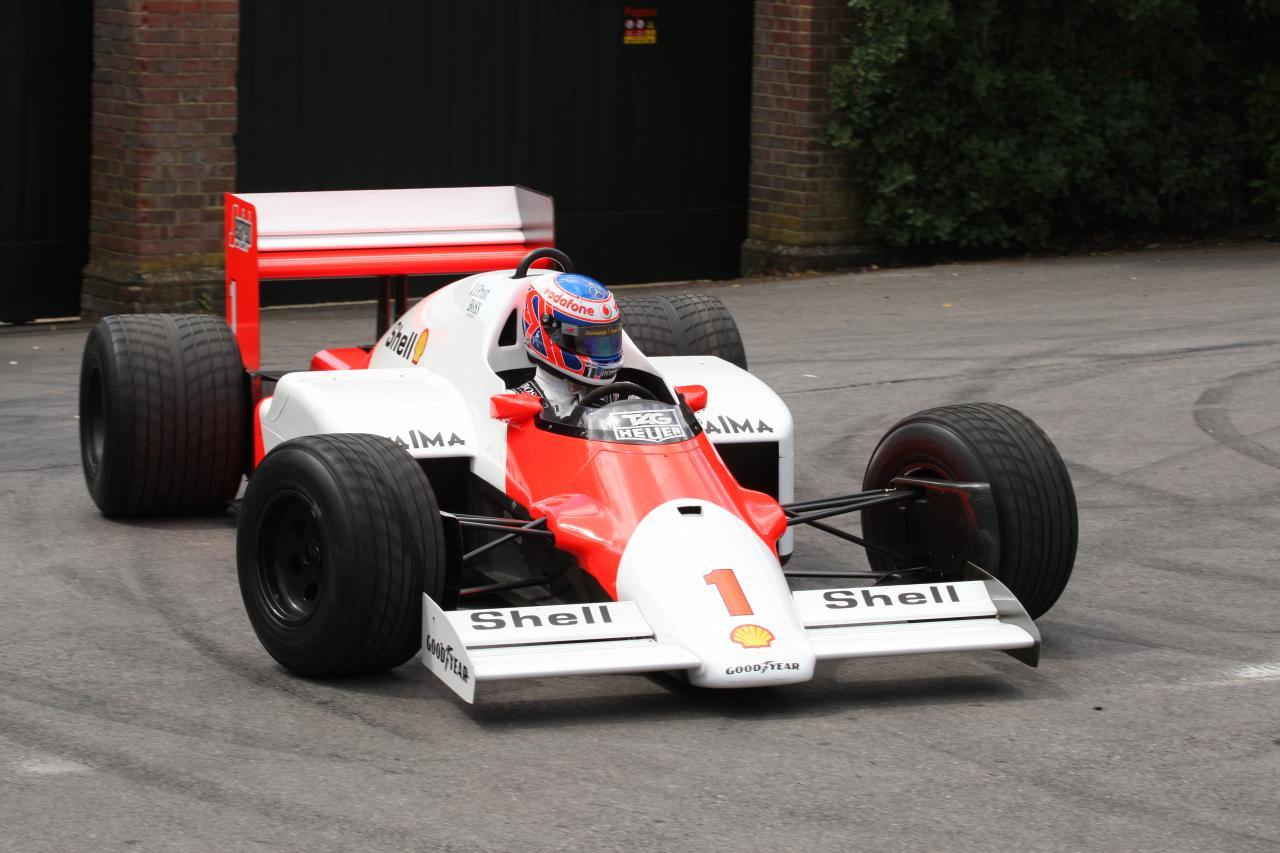
Jenson Button en démonstration à Goodwood, au volant de la McLaren MP4/2C pilotée par Prost en 1986.

Le départ se déroule sans heurts, mais Mansell rate son départ, et est rapidement devancé par Senna, Piquet ainsi que par Rosberg pourtant septième sur la grille. Piquet s'empare du commandement devant Senna à l'issue du premier tour, avant que Rosberg, très agressif, ne se porte en tête au septième tour. Au 25e tour, Prost victime d'une crevaison est contraint de s'arrêter au stand afin de changer de gommes, et reprendre la piste assez loin des leaders. Devant, alors que Rosberg continue de tracer sa route, Piquet dépasse à nouveau Mansell pour le gain de la deuxième place, alors que Prost profite de la lutte entre les deux équipiers pour revenir sur leurs talons. Les évènements se précipitent au 63e des 82 tours prévus, lorsque Keke Rosberg abandonne, victime d'une crevaison, et propulsant les trois favoris pour le titre aux trois premières places. Prost, très rapide et ne faisant aucun calcul à la différence des pilotes Williams qui chaussent les mêmes pneumatiques que les McLaren qui ont toutes deux été victimes de crevaisons, dispose de Mansell au 64e tour. Durant le même tour et lors qu'il est encore largement en tête du championnat virtuellement, le Britannique voit ses espoirs s’effondrer lorsque, à 300 km/h, il est victime d'une crevaison spectaculaire et laisse son coéquipier et Prost se disputer le titre. Ne pouvant pas prendre de risques, le pilote brésilien prend la décision d'opérer un arrêt sur les injonctions de son écurie. Prost, prenant ainsi la tête de la course et du championnat à quelques tours de l'arrivée, dispose de gommes fraîches par suite de son arrêt en première partie de course qui s'est avéré finalement décisif, mais rencontre des problèmes de consommation de carburant qui, comme lors du Grand Prix de Saint-Marin, lui laissent craindre un abandon et l'obligent à ralentir la cadence, son ordinateur lui annonçant même qu'il ne terminera pas la course. Piquet, réalisant des chronos de qualification, reprend ainsi plusieurs secondes par tour à son rival, mais échoue finalement à quatre secondes du Français, qui tombe en panne sèche quelques hectomètres après la ligne d'arrivée franchie,.
Vainqueur de sa quatrième course de l'année, la vingt-cinquième de sa carrière, le Français parvient, au bout du suspense d'une saison éprouvante et au cours de laquelle il n'a jamais été dominateur, à remporter un deuxième titre mondial d'affilée, qui est la résultante d'un talent et d'une maîtrise tactique reconnue de tous ; Piquet, son rival pour le titre, déclare à son sujet : « Je préfère voir cette couronne sur la tête de Prost, car lui c'est un grand pilote ! » et Jackie Stewart ajoute au sujet du Français : « Aujourd'hui, on ne voit pas souvent un type gagner une course avec une voiture médiocre. Et pourtant, ce gars est devenu champion du monde comme ça ! Pour moi, Alain est incontestablement le meilleur... »,,,.

#### 1987: quatrième du championnat et dépassé par les moteurs Honda

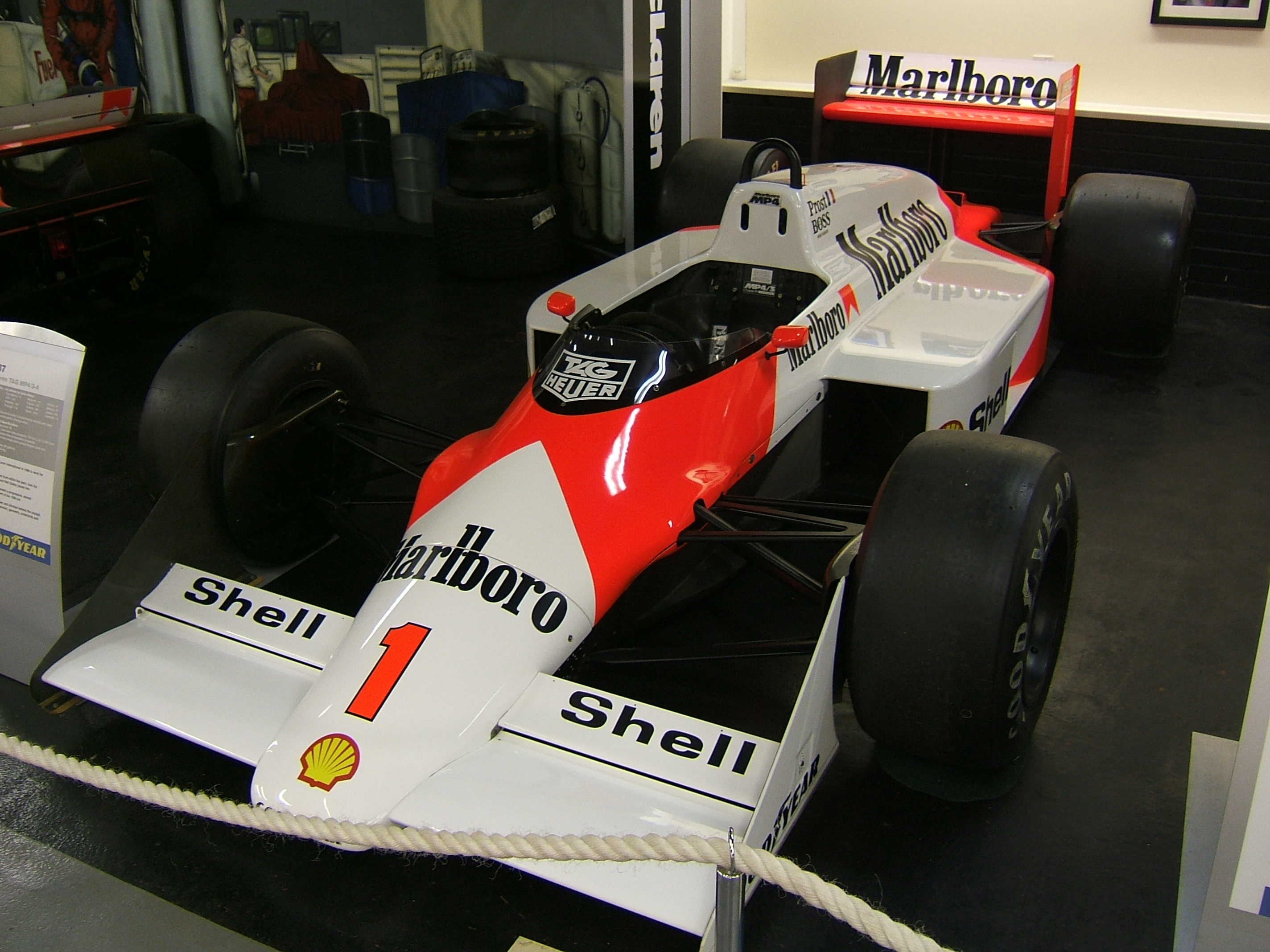
La McLaren MP4/3 pilotée par Alain Prost en 1987.

L'intersaison 1987 est marqué par plusieurs conflits entre les pilotes et la FISA qui souhaite imposer le paiement d'une super-licence à prix prohibitif qui marque la première véritable implication sur fonds politiques d'Alain Prost qui devient l'un des principaux leaders de la fronde : « Nous refusons catégoriquement cette taxation. C'est un nouvel impôt levé pour les besoins de la FISA et leur volonté de mainmise sur le championnat. Dès lors tout sera possible. ». Soutenu par ses pairs et son écurie et souhaitant redonner du poids aux pilotes, Prost négocie personnellement avec le président Jean-Marie Balestre mais reçoit peu de soutiens extérieurs. L'affaire prend une nouvelle ampleur quand Bernie Ecclestone, Président de la FOCA, affirme qu'il est prêt à annuler la course inaugurale au Brésil si cela permet de se débarrasser de fortes têtes. La situation se débloquera finalement via une acceptation partielle des demandes des pilotes au niveau notamment de l'indexation de cette licence,,.
Sur le plan sportif, l'ingénieur chef John Barnard étant parti chez Scuderia Ferrari, le développement de la nouvelle McLaren MP4/3, confié à Steve Nichols et Gordon Murray, prend du temps et ne convient pas totalement à Prost qui estime que les modifications telles qu'elles sont prévues ne permettront pas de contrecarrer la domination des monoplaces Lotus et Williams, toutes deux équipées du meilleur moteur du plateau, le japonais Honda. Les différents essais privés ne font que confirmer le constat du Français qui au même titre que son nouvel équipier suédois Stefan Johansson est relativement loin de ses adversaires,,,,.

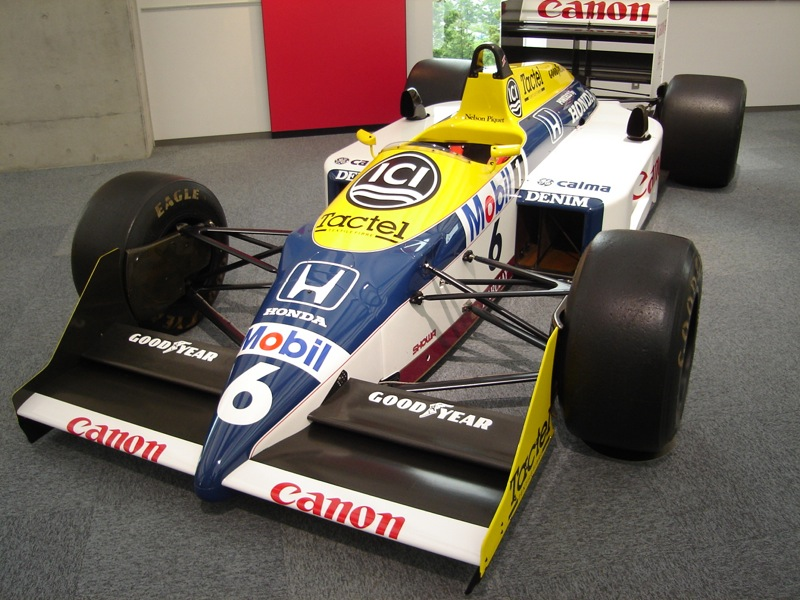
La Williams FW11B domine largement le championnat du monde 1987, permettant à Nelson Piquet de conquérir son troisième titre mondial.

Malgré les craintes, Prost réalise un très bon début de saison qui lui permet de figurer en seconde place du championnat à seulement un point d'Ayrton Senna après le cinquième Grand Prix disputé à Détroit. Vainqueur à deux reprises au Brésil devant Nelson Piquet et Johansson, grâce à un choix tactique d'effectuer un seul arrêt en course qui s’avérera judicieux et en Belgique devant son coéquipier Johansson et Andrea De Cesaris et auteur d'une troisième place à Détroit, le Français profite au même titre que Senna vainqueur à deux reprises, d'une mise en route difficile des pilotes Williams, Nelson Piquet et Nigel Mansell,,.
Le déclin des McLaren équipées du moteur TAG Porsche reste inéluctable et prend forme dès le début de l'été où, comme la saison précédente, les Williams prennent leur envol en empochant huit victoires sur neuf avant les deux derniers Grand Prix de la saison,,,,,,. Prost s'illustre surtout en étant le seul pilote non Williams à remporter une course à l'occasion du Grand Prix du Portugal durant lequel il domine Gerhard Berger et Piquet et surtout égale le record de vingt-huit succès détenu depuis 1973 par l'écossais Jackie Stewart. Cette victoire ne fait cependant qu'office de feu de paille pour le Français qui signe trois autres podiums en France derrière le duo Williams, en Hongrie derrière les Brésiliens Piquet et Senna et en Espagne derrière Mansell,,. Largement distancé au classement des pilotes, Prost profite surtout de l'été pour préparer la saison 1988 avec Ron Dennis et la présence de Senna, considéré comme le pilote le plus talentueux ainsi que l'un des tout meilleurs metteurs au point du plateau, sur le marché des transferts offre une occasion à McLaren qui a entamé des négociations difficiles avec Honda en vue d'être équipée de son moteur pour 1988,,,.

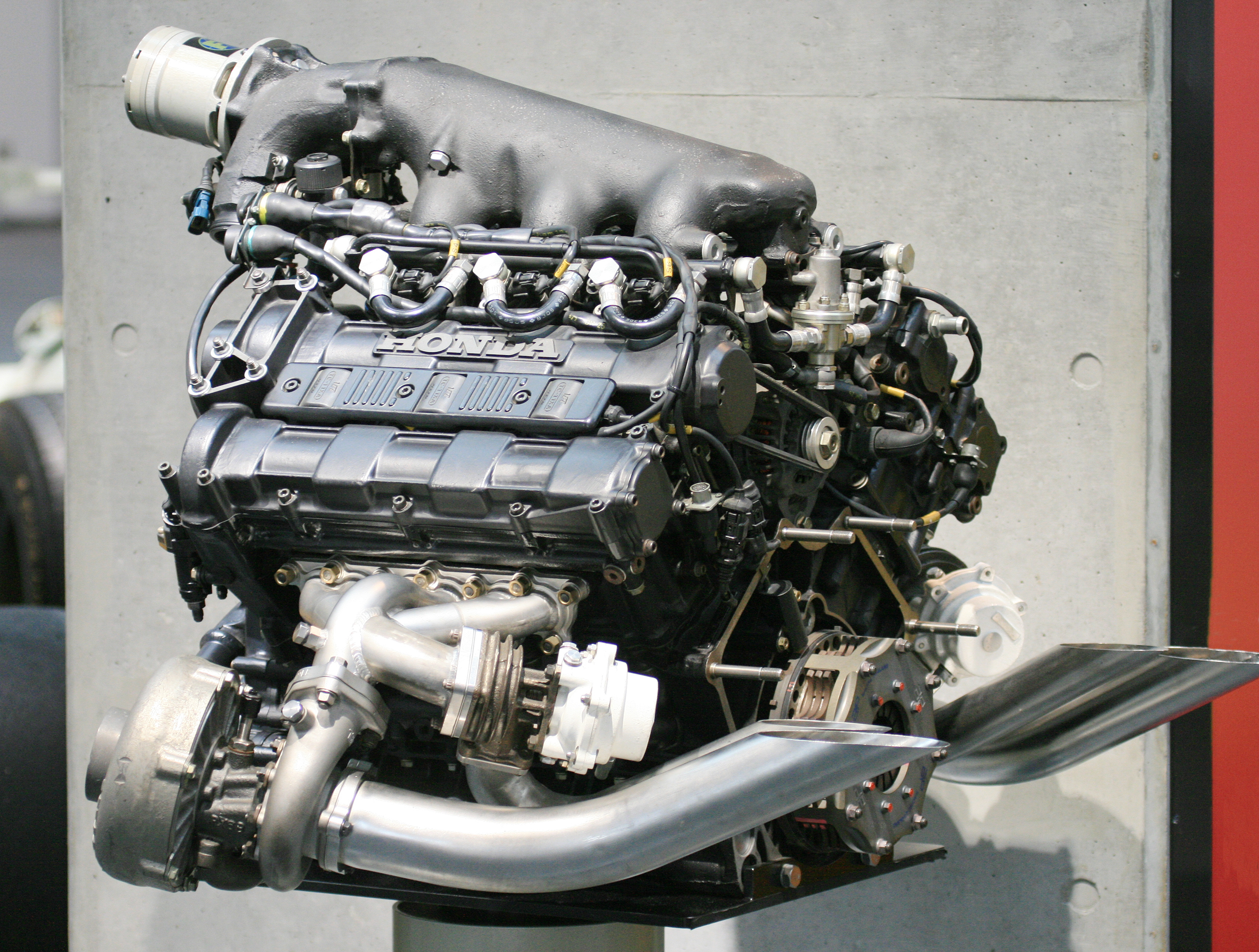
Alain Prost s'est beaucoup investi dans l'arrivée du moteur Honda RA168E turbocompressé qui équipe McLaren en 1988.

Le Français bien installé dans l'écurie britannique s'investit au premier chef dans le projet et privilégie la venue de Senna par rapport à celle de Piquet, le jeune Brésilien représentant l'avenir de la discipline. Il pense en outre et au même titre que Dennis et Senna, que le partenariat servira aux deux parties. En effet, la venue de Senna, un pilote très apprécié et respecté par les ingénieurs japonais et parfaitement inféodé à leurs méthodes de travail et partageant en outre, leur maîtrise de la télémétrie, serait largement susceptible de débloquer les négociations d'autant que les Japonais ne cachent pas leur volonté de créer un tandem Prost-Senna : ainsi, le Français disposerait du meilleur moteur au sein d'une écurie qu'il connait parfaitement et sachant développer ses monoplaces compétitives qui lui permettront de jouer le titre mondial,. L'accord est rapidement signé entre McLaren et Honda et les questions sur les éventuelles futures mésententes entre Prost et Senna sont balayées par le Français, très confiant en l'avenir : « J'ai déjà piloté de concert avec Lauda et Rosberg qui sont de très grands pilotes et cela s'est très bien passé. Pourquoi cela ne serait pas le cas avec Ayrton? ».
Les deux dernières étapes de la saison ne seront que l'anecdote d'une saison ratée sur le plan sportif par le pilote français qui en plus de perdre son titre, ne figure même pas sur le podium du championnat du monde dominé par les pilotes motorisés Honda, Piquet, Mansell et Senna, quatrième avec 46 points, une première depuis 1982,,,. Il trouve sa satisfaction dans la réussite des négociations avec Honda qui devient motoriste exclusif de son écurie. Il devra néanmoins apprendre à composer avec Ayrton Senna, un jeune pilote réputé pour sa rapidité et qu'il sait très ambitieux.

### La rivalité avec Senna chez McLaren-Honda

#### 1988: une saison remarquable non concrétisée

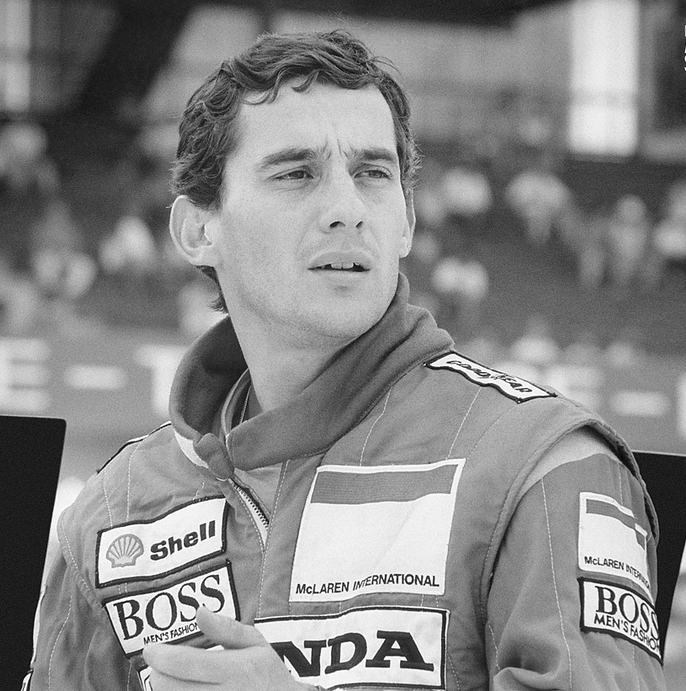
Ayrton Senna, nouvel équipier de Prost chez McLaren, en 1988.

1988 marque le début de changements importants qui vont mener à la cohabitation des moteurs turbocompressés équipant McLaren, Lotus et Ferrari, encore admis pour une dernière saison mais soumis à une très sévère réglementation (réduction de la puissance de 950 à 650 chevaux et de l'allocation en carburant de 195 à 150 litres) et des moteurs atmosphériques qui équipent Williams ou Benetton. Les essais de pré-saison semblent donner un avantage au moteur Honda turbocompressé de McLaren sur le Judd atmosphérique de la Williams. Chez McLaren, Prost, très à l'aise durant l'intersaison, contribue avec le duo d'ingénieurs britanniques Gordon Murray et Steve Nichols, au développement du châssis de la nouvelle monoplace McLaren MP4/4 ainsi qu'à son adaptation au nouveau bloc moteur nippon plus petit et plus léger que le précédent TAG Porsche : la voiture est donc équipée de systèmes ingénieux tels qu'un nouvel embrayage de plus petit diamètre qui permet d'abaisser le vilebrequin et de construire une monoplace plus basse et plate ainsi que d'une boîte de vitesse longitudinale à trois arbres. Son nouvel équipier Ayrton Senna quant à lui rencontre quelques problèmes d'adaptation à sa nouvelle écurie.
Le Français commence la saison de manière idéale en remportant à l'occasion du Grand Prix du Brésil qu'il domine devant Gerhard Berger et Nelson Piquet, sa cinquième victoire dans le pays de son équipier, disqualifié pour monoplace non conforme. Les semaines suivantes sont d'excellente facture pour Prost qui enchaîne les performances de valeur et prouve avec Senna que leur monoplace est la plus redoutable du plateau. Victorieux du quatrième Grand Prix de Monaco de sa carrière au cours duquel, il profite de la déconcentration de son équipier largement dominateur jusque-là, qui encastre sa MP4/4 dans le rail à la sortie du virage du Portier pour s'imposer devant Berger et Michele Alboreto ainsi que du Grand Prix du Mexique et du Grand Prix de France à chaque fois devant Senna, le français, bien que moins efficace en termes de vitesse pure que son équipier qui réalise six pole positions consécutives et s'impose à trois reprises, compense le déficit par une régularité et une intelligence tactique sans égal en conditions de course comme l'attestent ses sept podiums en sept courses (quatre victoires pour trois places de dauphin) qui lui permettent d'aborder la deuxième partie de saison, en tête du championnat avec 15 points d'avance. Il affiche en outre, une entente cordiale et une belle complémentarité avec Senna qui fait le jeu de McLaren, de Ron Dennis ainsi que du motoriste Honda,,,,,,,,,.

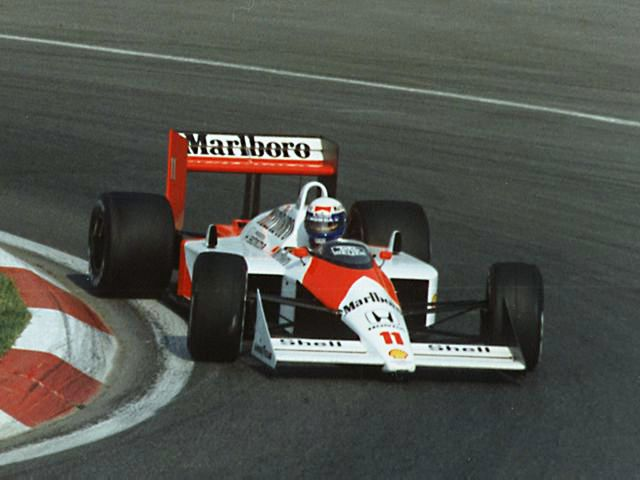
Alain Prost lors du Grand Prix du Canada en 1988, au volant de la McLaren MP4/4.

Le premier tournant du championnat survient durant l'été quand Senna exerce une domination sans partage et remporte quatre courses à Silverstone (où Prost abandonne pour la première fois de la saison, volontairement, jugeant les conditions de piste dangereuse), Hockenheim, sur le Hungaroring et à Spa-Francorchamps où il devance chaque fois Prost, ces résultats lui permettant de reprendre la tête du championnat du monde avec trois points d'avance sur le Français,,,.
Cette rivalité tend peu à peu les relations entre les deux hommes, sans autre concurrence autre qu'eux-mêmes, qui se reprochent un manque de fair-play dans certaines situations de courses et si la loyauté semble exister encore, elle reste de façade,. Preuve des nouvelles tensions, en août, les rivaux décalent leurs sessions d'essais privés pour s'éviter, sur le circuit de Silverstone, du nouveau moteur Honda atmosphérique en vue de la saison prochaine. Le Français explique : « Ce Brésilien est très dur, il ne cherche pas à me battre, ce qu'il souhaite c'est me détruire. Les autres pilotes ne comptent pas. Pour une raison que j'ignore, c'est moi seul qu'il veut battre. »
Malgré une fin de saison de grande qualité, Prost qui remporte trois victoires et relance le suspense pour l'obtention du titre mondial ne parvient pas à inverser la tendance, Senna remportant sa huitième victoire de la saison au Grand Prix du Japon cher à Honda. Auteur pourtant d'un excellent départ au contraire de son équipier et rival qui manque de caler, lui permettant de se positionner largement en tête, le Français échoue à quelques tours de l'arrivée face au Brésilien, remonté de la seizième place qui s'impose et remporte son premier titre mondial,,,.
Bien qu'il compte plus de points que son rival brésilien, Prost termine second du championnat avec sept victoires et quatre deuxièmes places contre huit victoires et trois deuxièmes places (seuls les onze meilleurs résultats comptent pour l'attribution du titre afin d'inciter les pilotes à chercher la victoire sans pénaliser outre mesure les casses mécaniques,) tandis que McLaren remporte quinze des seize courses de la saison et réalise un record de dix doublés.
La lutte pour le titre, les doutes de fin de saison ainsi qu'un incident au Portugal (où Senna a tassé Prost contre le mur à haute vitesse à la fin du 1er tour afin de l'empêcher de prendre le commandement, en réponse au départ en crabe de Prost qui avait tassé Senna à faible vitesse), ternissent quelque peu les relations entre les deux pilotes. Le Français déclare, en marge du Grand Prix du Japon : « Avec Niki Lauda et Keke Rosberg le courant était passé sans problème. En début de saison, la motivation et la détermination de Senna, le fait que pour lui rien ne compte mis à part la victoire ont fait que je n'étais pas sur la même longueur d'onde. Cela a rendu les choses difficiles. Je ne veux pas dire qu'Ayrton n'a pas de qualités, il est hyper-rapide et motivé mais il a ses propres règles, je pense qu'il croit vraiment être sur la bonne voie et faire ce qui est juste alors que cela ne colle pas avec l'image qu'il souhaite donner. Je ne le considère pas professionnel. Il m'a déçu sur ce plan… Concernant l'incident du Portugal, je l'ai trouvé complètement fou et je ne me suis pas privé de le lui faire savoir… C'est d'ailleurs ce qui m'inquiète pour le Japon. Je me dis que cela va recommencer et que va-t-il me faire ? Car je le crois capable de n'importe quoi pour être champion du monde et c'est un peu cela le problème… Je retiens la leçon de cette saison que j'ai été trop gentil ». Pourtant, au moment du dépassement de Suzuka, Prost défendra chèrement sa position en se déportant à droite, forcant Senna à rouler sur les zebras de la sorties des stands. Un titre mondial était en jeu.
Tous ces propos sont à modérer par le fait que Prost avait déclaré en 1987 que Senna devait affronter un coéquipier de son niveau pour prouver sa valeur. Il a déclaré à plusieurs reprises avoir convaincu McLaren, "son" équipe, de recruter Senna et non Piquet. Or devant les performances de Senna, James Hunt a déclaré que Prost avait dû réévaluer son propre niveau de performance. Prost a visiblement sous-estimé Senna dans plusieurs domaines. Dès lors, il devenait difficile pour ces deux champions d'exception, ayant tous les deux un fort égo, de cohabiter sans heurt dans une même équipe.
Prost pense également que Senna est privilégié par les ingénieurs Honda, avec qui le Brésilien a déjà travaillé en 1987 chez Lotus, qui connaissent très bien son style de pilotage et sa personnalité tandis que le Brésilien pense que les mécaniciens de McLaren et la Fédération Internationale favorisent le Français. Ces opinions ne passent pas inaperçues en haut lieu comme l'atteste la lettre ouverte du président de la FIA, Jean-Marie Balestre, avant le Grand Prix du Japon : « Le championnat du monde n'est pas terminé et, dans les prochains jours, le monde entier aura les yeux fixés sur le Japon et l'Australie dont les résultats seront décisifs pour les conducteurs. Nous devons ainsi faire tous nos efforts afin que la plus grande objectivité technique règne et qu'un matériel égal soit mis à disposition des deux pilotes McLaren. Dans le cas contraire, l'image du championnat présent et futur en souffrirait ». Steve Nichols, ingénieur designer chez McLaren, tempère cependant cette rivalité : « Ce sont deux pilotes d'exception qui se sont battus quasiment jusqu'au bout, à voiture égale, pour un titre mondial. Il était inévitable qu'ils ne deviennent pas les meilleurs amis mais malgré la tension dans ce duel, la cohésion d'équipe n'a jamais implosée. Et cela aussi parce que, malgré la compétition, ces deux pilotes se respectent énormément. Ayrton a été focalisé sur Prost. Pour lui, c'était la référence unique et il ne regardait pas les autres. La rivalité a certainement été exacerbée par quelques épisodes malheureux mais Alain est tout de suite venu féliciter chaleureusement Ayrton à l'issue de la course à Suzuka. »

#### 1989: le titre dans une atmosphère lourde

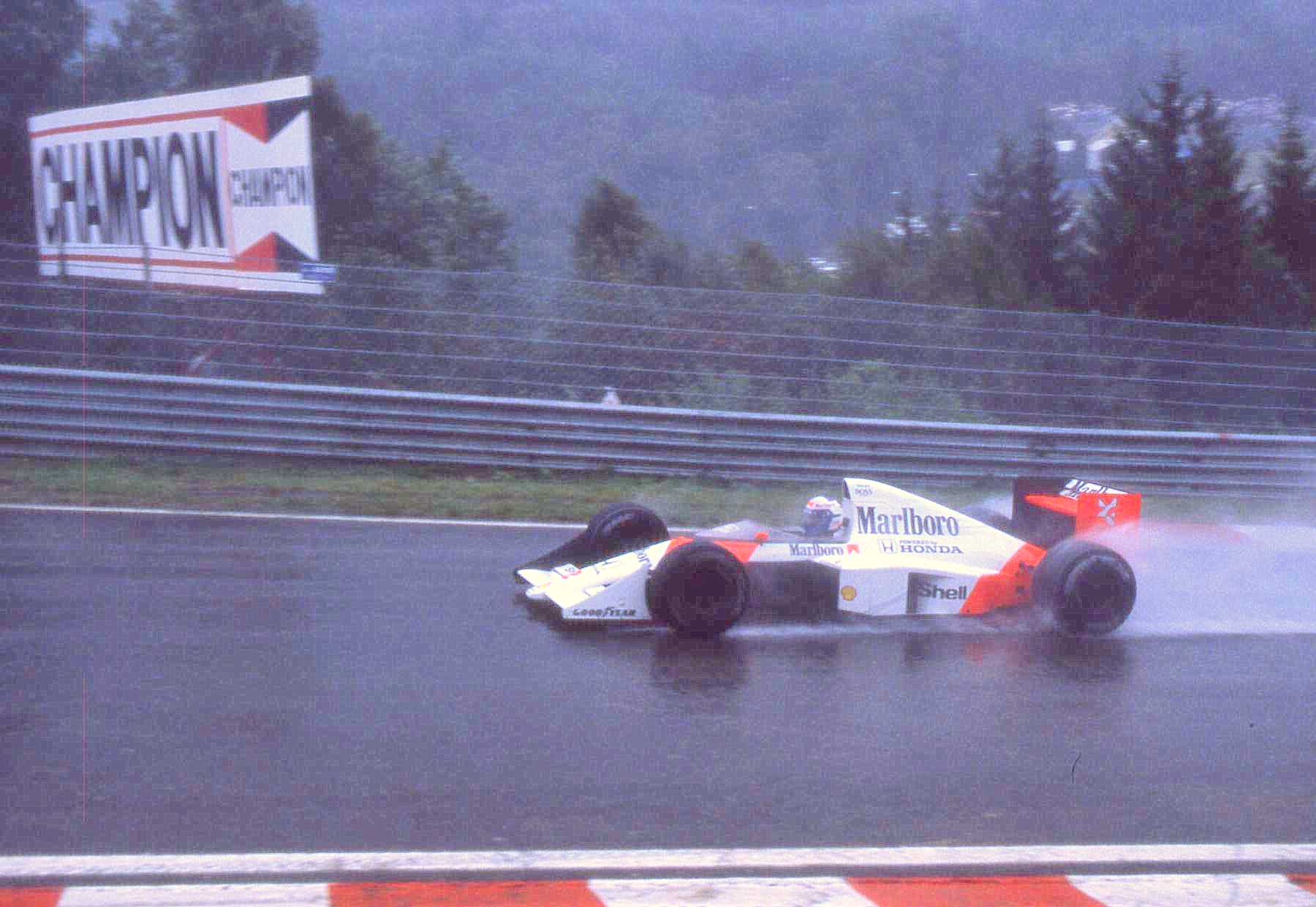
Alain Prost au Grand Prix de Belgique 1989 où il termine deuxième.

Le Français prend sa revanche l'année suivante dans une ambiance exécrable. Si les rapports entre Prost et Senna étaient restés cordiaux en 1988 malgré une rivalité exacerbée en piste et des soupçons de favoritisme de Honda à l'égard de Senna, ils dégénèrent en 1989 à la suite du non-respect par Senna d'un pacte de non-agression au départ du Grand Prix de Saint-Marin, en début de saison. Cet incident marque le coup d'envoi d'une escalade verbale entre les deux hommes, savamment relayée par les médias. Leur rivalité culmine lors du Grand Prix du Japon, avant-dernière manche de la saison. À la fin du 46e tour, à la chicane, Senna porte une attaque sur Prost qui ferme la porte, provoquant l'accrochage des deux McLaren. Prost abandonne mais Senna, aidé par les commissaires, reprend la course et gagne avant d'être disqualifié peu après l'arrivée pour avoir court-circuité la chicane en repartant via l'échappatoire, ce qui offre le titre à Prost.
Pour le Français, ce titre survient dans une atmosphère très particulière. En froid avec ses propres dirigeants, il avait annoncé son départ pour Ferrari la saison suivante dès le mois de juillet 1989 et ne bénéficiait pas de la même attention au sein de l'écurie que son coéquipier.

### 1990-1991: les années Ferrari

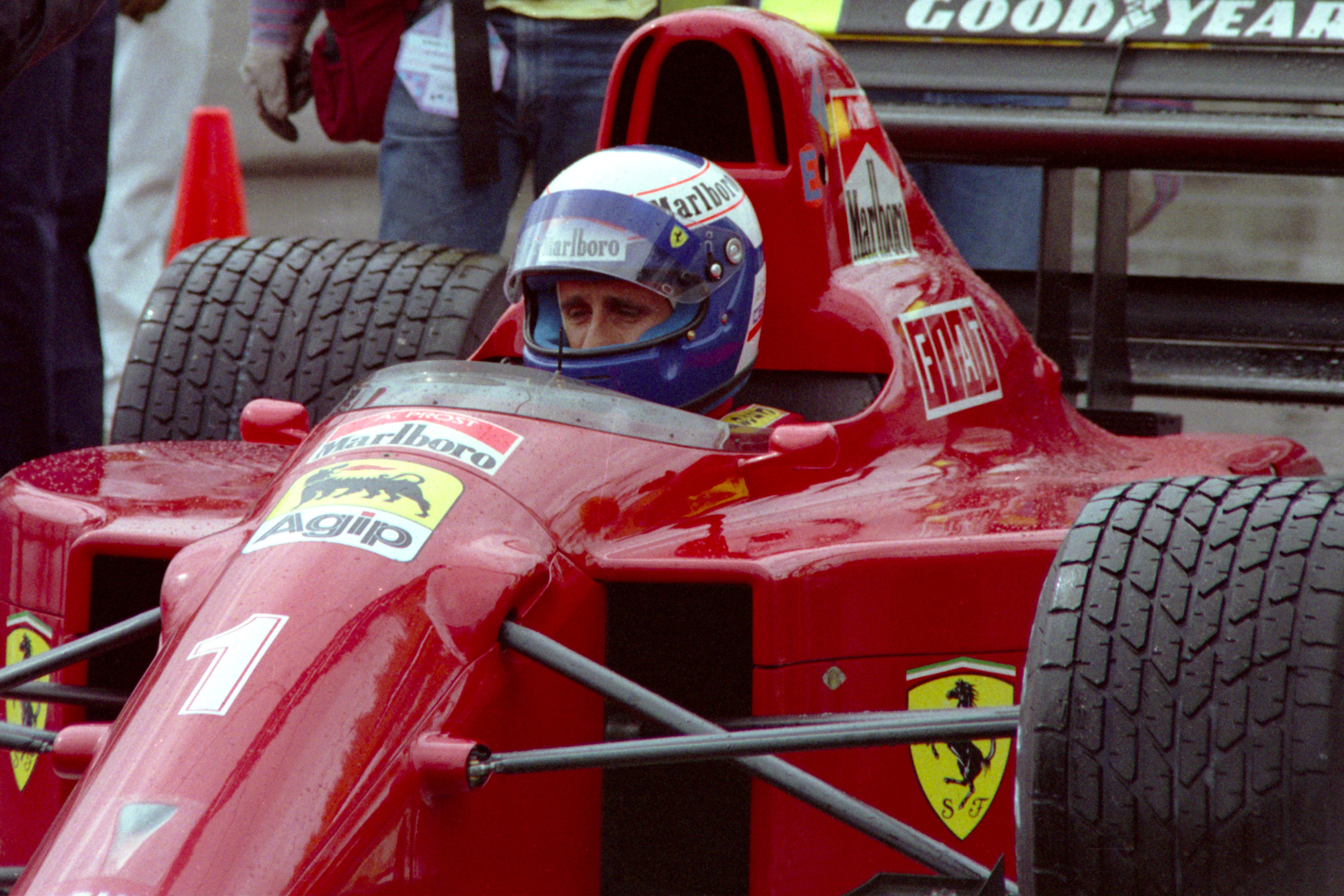
Alain Prost au volant de la Ferrari 641 au Grand Prix automobile des États-Unis 1990.

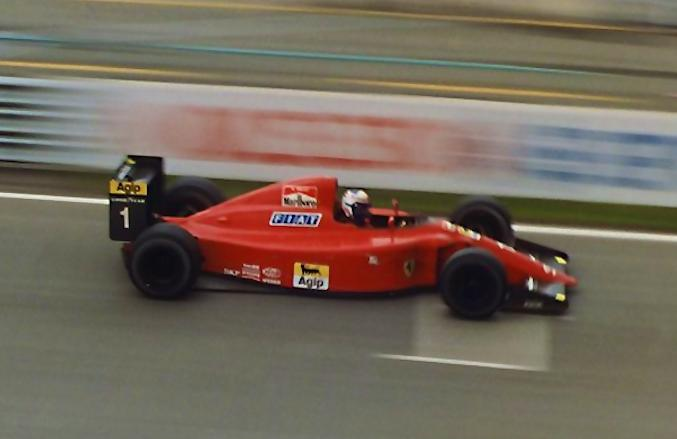
Alain Prost sur la Ferrari 641 au Grand Prix du Canada 1990.

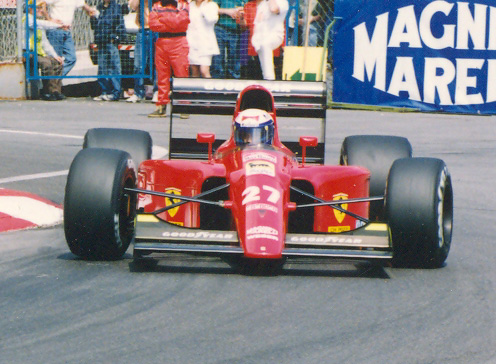
Alain Prost au volant de la Ferrari 642 lors du Grand Prix de Monaco 1991.

Le duel entre Prost et Senna reprend en 1990, mais à l'inverse des deux années précédentes, Prost et Senna appartiennent cette fois à deux écuries rivales puisque le Français a remplacé Gerhard Berger chez Ferrari, lequel a d'ailleurs pris sa place chez McLaren. Au sein de l'écurie italienne, il a pour équipier Nigel Mansell sur lequel il prend rapidement l'ascendant, ce qui crée des tensions entre les deux hommes.
En 1990, Prost remporte encore cinq victoires dont une au Mexique où il effectue une remontée mémorable, ne pointant que treizième au premier tour. Quinze jours plus tard, il remporte le Grand Prix de France, le dernier sur le circuit Paul Ricard, remportant pour l'anecdote la centième victoire de Ferrari en Formule 1, et le Grand Prix de Grande-Bretagne la semaine suivante à l'issue duquel il prend la tête du championnat du monde.
L'affrontement entre Prost et Senna prend à nouveau fin sur un accrochage lors du Grand Prix du Japon, mais cette fois dès les premiers mètres de la course. Auteur de la pole position, Senna se voit pourtant contraint, malgré ses protestations, à démarrer du côté sale de la piste. Il se fait donc logiquement déborder dès le départ par Prost, qui, lui, se trouvait sur la trajectoire en deuxième position. Le Brésilien percute son rival au premier virage, emmenant les deux voitures dans les bacs à graviers, et s'approprie ainsi le titre mondial. Ce n'est qu'un an plus tard (au grand prix du Japon 1991) qu'il reconnaîtra avoir provoqué volontairement l'accident.
Déçu par les circonstances de sa défaite au championnat, Prost hésite une bonne partie de l'hiver sur la suite à donner à sa carrière mais reste finalement chez Ferrari en 1991. Mansell parti, Prost est rejoint par son jeune compatriote Jean Alesi, auteur d'un prometteur début de carrière chez Tyrrell. Annoncée comme explosive, la cohabitation entre les deux Français se passe très bien et une amitié se crée entre les deux hommes. Côté piste, les choses sont moins brillantes et Prost n'est pas en mesure de poursuivre son duel avec Senna en raison de la faible compétitivité des voitures italiennes. Malgré les changements effectués au Grand Prix de France, la Ferrari n'est pas au niveau des McLaren Racing et des Williams F1 Team. Prost ne gagne aucune course et ne monte que cinq fois sur le podium. À la veille de l'ultime manche d'une saison désastreuse, marquée par de nombreux remous politiques internes et dû au fait que Prost ait vertement critiqué la voiture (allant même jusqu'à la comparer à un camion), il est limogé par la Scuderia et est remplacé par le pilote italien Gianni Morbidelli.
Sans volant intéressant pour la saison 1992 et à la suite de l'échec de ses négociations avec Ligier, Prost s'accorde une année sabbatique et se sépare de Julian Jakobi, qui s'occupe désormais exclusivement de Senna. Durant cette année, il sera consultant pour la chaîne de télévision française La Cinq puis TF1 lors de la retransmission des Grand Prix de Formule 1.
L'ingénieur Pier Guido Caselli, directeur technique de la Scuderia, explique le goût de Prost pour la mise au point de sa monoplace : « En venant chez Ferrari, Prost apporta toute son expérience sur le développement de la voiture. Mansell aussi, même s'il ne voulait pas participer aux tests. Il était un grand pilote, un talent naturel mais vous savez tout le monde est différent. Donc, il n'aimait pas rester, conduire la voiture pendant des heures pour trouver les bons réglages. Ce n'était pas dans son ADN à l'inverse de Prost. Je me souviens de lui lors de tests à Fiorano, la nuit jusqu’à 23 heures avec des phares de voitures allumées pour lui montrer la piste. Cela montre l'implication de Prost, il voulait la perfection dans chaque détail. Il y aurait beaucoup d'anecdotes dont je pourrais parler, comme celle où il reconnut la différence de compression d'un ressort à l’autre : Nous lui fîmes une blague à Imola, il n'a même pas fini le tour et revint en disant : " Vous n'avez pas mis les bons ressorts. " Tout cela pour vous dire la sensibilité du pilote. »

### 1993: retour victorieux chez Williams Renault

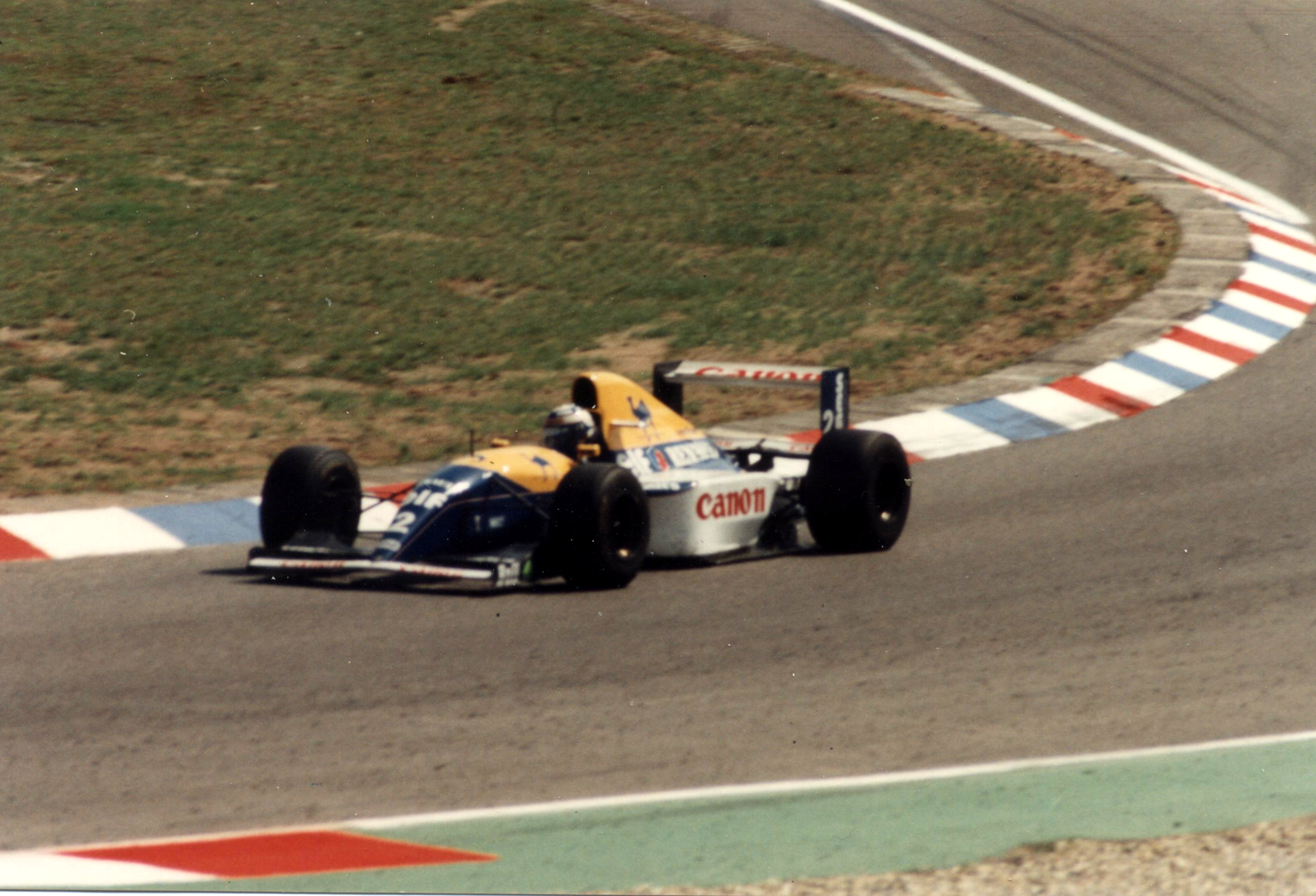
Alain Prost remporte sa 51e et dernière victoire en Formule 1 au Grand Prix d’Allemagne 1993.

Alain Prost effectue un retour victorieux chez Williams-Renault en 1993. Nigel Mansell qui a dominé la saison 1992 avec la Williams-Renault, quitte l'équipe pour courir en CART lorsqu'il entend que Prost va le rejoindre chez Williams. Le contrat de Prost comprend une clause lui assurant de ne pas avoir Senna comme coéquipier.
Le pilote d'essai, Damon Hill, remplace Riccardo Patrese qui rejoint Benetton. Prost domine la saison avec sept victoires, non sans avoir livré de rudes combats contre son coéquipier et Ayrton Senna qui conduit une McLaren qui ne dispose pas des avancées technologiques de la Williams-Renault. En terminant deuxième au Portugal, Prost obtient son quatrième titre de champion du monde des pilotes. Épuisé par une année au cours de laquelle il n'a été épargné ni par les critiques, y compris celles de son employeur, ni par certaines décisions tendancieuses du pouvoir sportif, Prost prend sa retraite de pilote. Sur le podium d'Adélaïde, sa dernière course, Prost et Senna se félicitent mutuellement, la retraite du Français permettant des relations enfin apaisées entre les deux rivaux.

### 1994-1996: consultant pour McLaren
En 1994-1996, Alain Prost est engagé par Ron Dennis comme consultant pour l'écurie McLaren. Des rumeurs insistantes au cours de l'année 1995 le donnent comme pilote titulaire au sein de l'écurie en 1996. Consultant pour TF1 jusqu'en 2002, il annonce, alors qu'il commente un Grand Prix, qu'il ne courra pas en 1996 pour McLaren ; il est néanmoins le premier à tester la monoplace McLaren de 1996.

### 1997-2001: l'écurie Prost Grand Prix

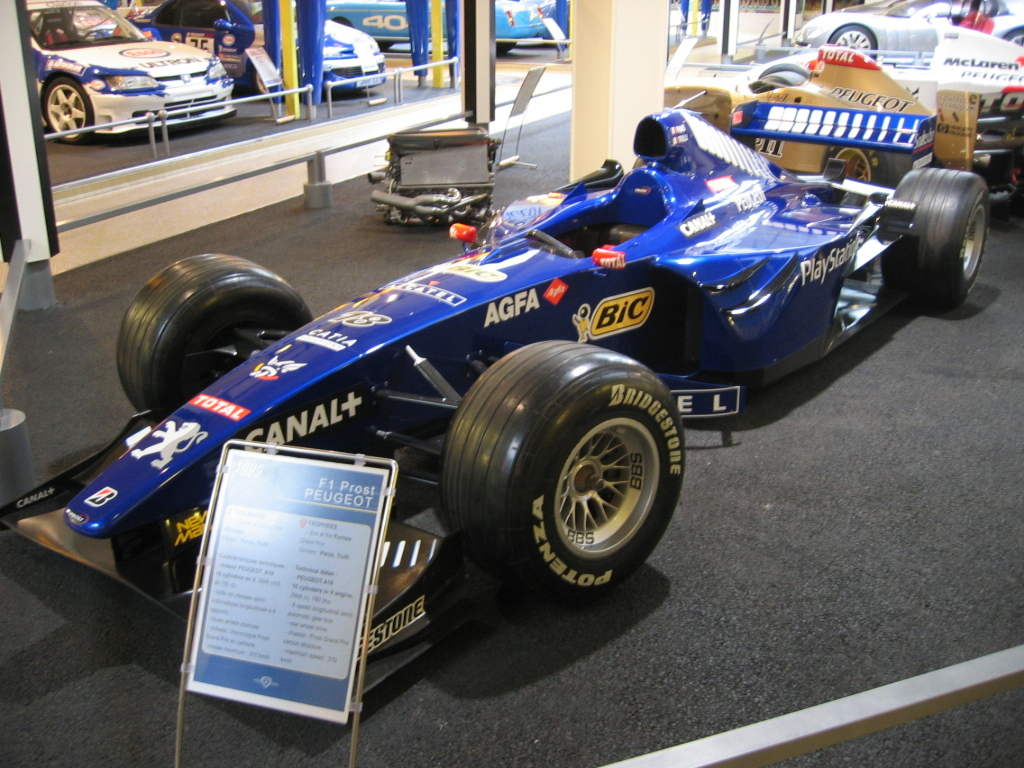
La Prost-Peugeot AP02 de 1999.

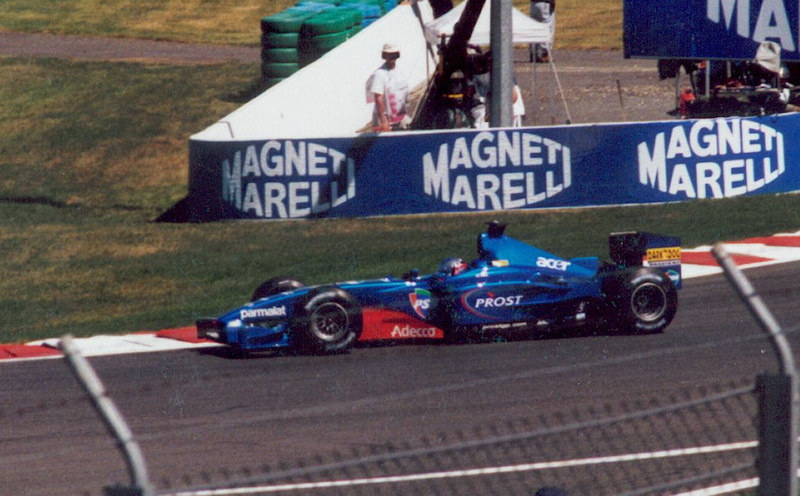
Jean Alesi sur une Prost AP04 au Grand Prix de France 2001.

À l'issue de sa carrière de pilote de Formule 1, Prost ne déserte pas les paddocks : il est consultant pour la chaîne de télévision TF1, fonction qu'il avait déjà occupée en 1992, et effectue en 1995 son retour chez McLaren dans un rôle de conseiller technique et de pilote essayeur. Dès janvier 1994, il hésite plusieurs fois à revenir à la compétition, notamment lors de ses tests pour McLaren-Peugeot, sans toutefois concrétiser par un retour officiel en Grand Prix.
En février 1997, il rachète l'écurie Ligier à Flavio Briatore et la rebaptise Prost Grand Prix. C'est la concrétisation d'un vieux rêve, à plusieurs reprises déjà il avait envisagé de monter sa propre écurie. Un premier projet avait été envisagé courant 1989 mais Prost avait finalement décidé de poursuivre sa carrière de pilote et de s'engager avec Ferrari. De manière plus concrète, il avait été proche de s'investir chez Ligier, encore détenue par Guy Ligier, début 1992. Malgré quelques séances d'essais très médiatisées, les négociations n'avaient pas abouti.
La première saison est prometteuse : Olivier Panis est troisième du championnat avant son grave accident au Grand Prix du Canada qui le prive de la fin de championnat. Avec 21 points, l'écurie finit sixième du classement constructeur. En 1998, l'écurie s'associe avec Peugeot Sport. Les performances ne sont pas bonnes : Prost Grand Prix ne marque qu'un point en 1998 et malgré un podium au Grand Prix d'Europe 1999, de nombreux conflits éclatent entre l'écurie et Peugeot.
En 2000, Alain Prost engage Jean Alesi et Nick Heidfeld mais l'écurie finit la saison sans aucun point et se couvre de ridicule lors du Grand Prix d'Autriche, lorsque Alesi et Heidfeld s'accrochent et abandonnent tous les deux. Peugeot se retire de la Formule 1 et Prost Grand Prix trouve un nouveau motoriste, Ferrari, et un nouveau fournisseur de pneumatiques, Michelin. La saison 2001 tourne au fiasco avec de nombreux changements de pilotes et seulement 4 points au championnat. De plus, le pilote brésilien Luciano Burti est victime d'un grave accident qui met un terme à sa carrière de pilote de F1 lors du Grand Prix de Belgique à Spa-Francorchamps. L'écurie est finalement placée en liquidation judiciaire le 15 janvier 2002, faute de soutiens financiers du fait du manque de résultats.

### 2004-2014: Trophée Andros et autres activités

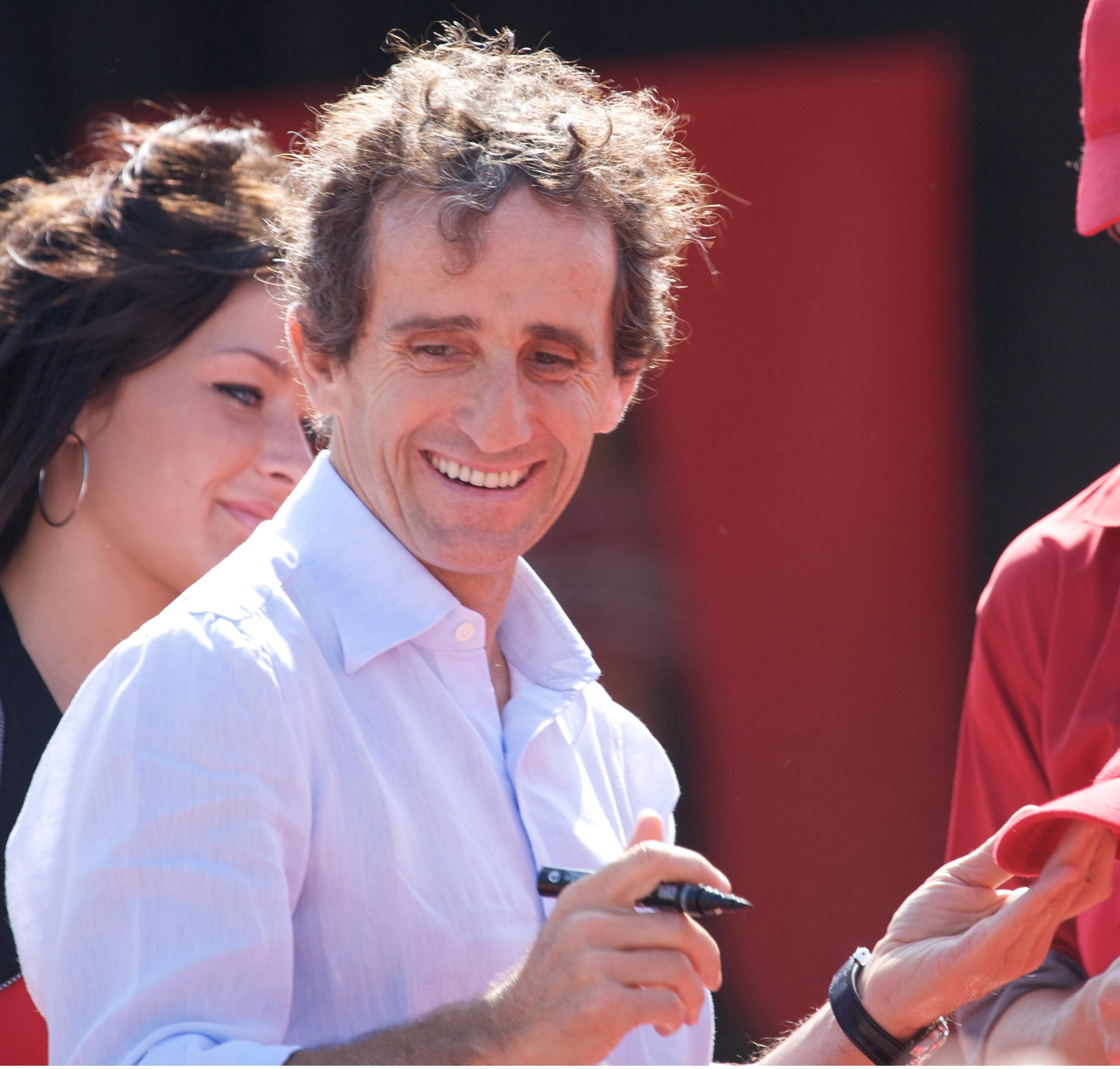
Alain Prost au Grand Prix du Canada à Montréal en 2008.

Après un premier essai concluant en 2003, Prost effectue son retour à la compétition en participant au Trophée Andros en 2004 au volant d'une Toyota Corolla. Dès sa première saison complète, il remporte plusieurs épreuves et termine deuxième du classement général derrière le spécialiste de la discipline Yvan Muller. Il remporte le classement général en 2007 et 2008 au volant d'une Toyota Auris et en 2012 avec Dacia. En dix saisons, il remporte 38 victoires d'étape dont deux Super Finales au Stade de France.
En 2005, il prend le volant d'une Chrysler Viper GTS-R en catégorie Grand Tourisme en championnat de France FFSA GT, associé durant les quatre premières épreuves à Jean-Pierre Jabouille ; il remporte la victoire à Dijon lors de la deuxième course. Au Mans et à Magny-Cours, il pilote avec son fils Nicolas Prost et se classe à chaque fois deuxième des deux premières courses.
Il est ambassadeur en Europe du fabricant de pneumatiques Uniroyal entre 2003 et 2006.
En 2009, il redevient consultant pour la radio Europe 1 qui diffuse les Grands Prix en direct, commentés par Martial Fernandez, Dominique Bressot et Julien Fébreau. En 2014, Canal + le recrute pour commenter le Grand Prix d'Espagne et le Grand Prix de Monaco en remplacement de Jacques Villeneuve, occupé par son programme aux 500 miles d'Indianapolis et par son engagement en WorldRX.

### 2014-2018: e.dams
En 2014, Alain Prost s'associe avec Jean-Paul Driot pour monter l'écurie e.dams engagée en championnat de Formule E FIA. Renault Sport, dont Alain Prost est ambassadeur. Il est le commanditaire principal de cette écurie. Il revend ses parts à Jean-Paul Driot en 2018, lorsque Nissan succède au constructeur français.

### 2017-2022: Renault F1 Team
Ambassadeur puis conseiller de Renault F1 Team depuis le rachat de Lotus, Alain Prost devient directeur non exécutif en 2019, restant lorsque l'équipe a été rebaptisée Alpine F1 Team pour la campagne 2021. Il quitte son poste début 2022.

### Design de casque

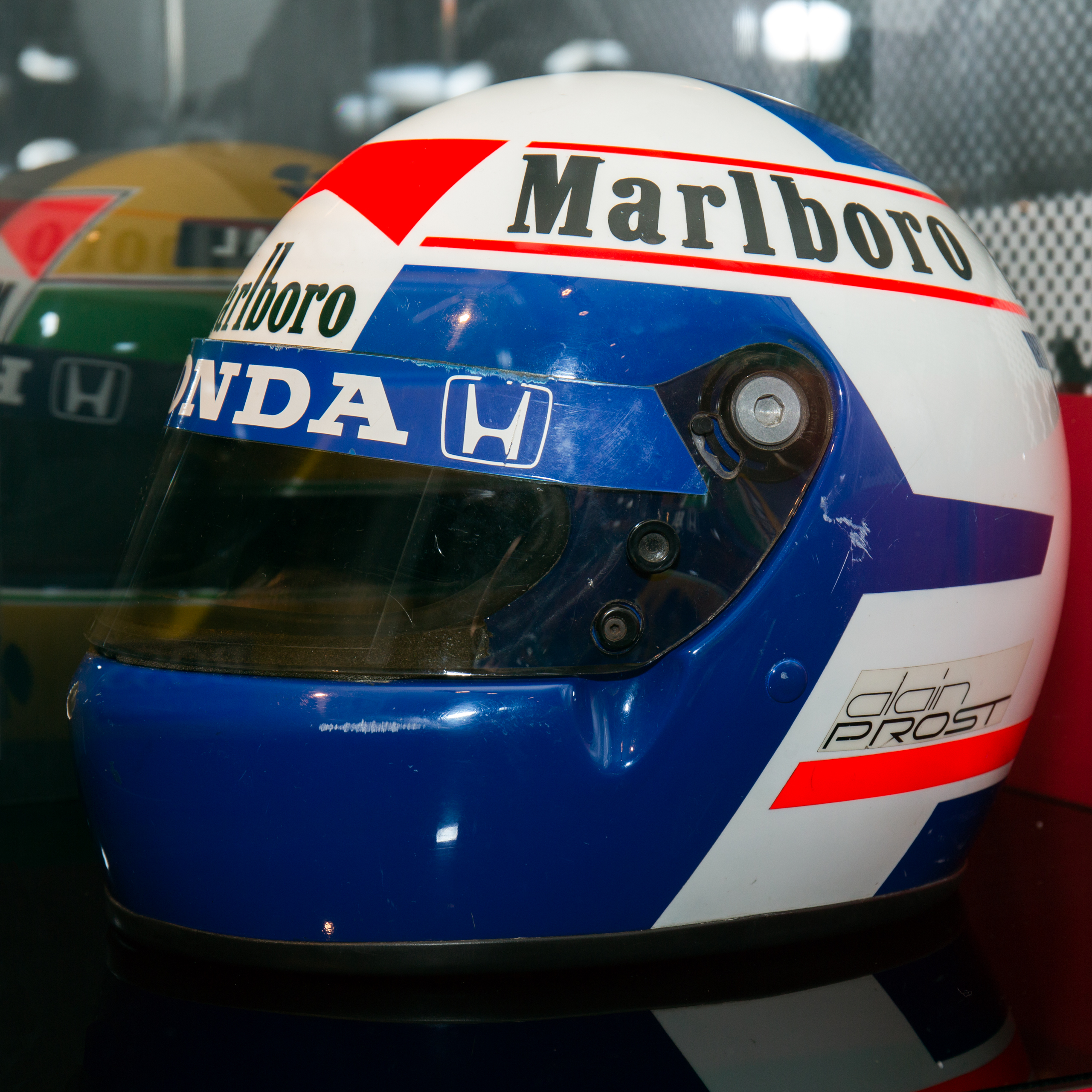
Le casque d'Alain Prost en 1988.

En Formule 1, Alain Prost a utilisé un casque dont la décoration était basée sur les trois couleurs du drapeau national français. Il a lui même conçu le design en s'inspirant du logo de son école de pilotage Winfield. Le découpage latéral reproduit le W. Ses prénom et nom de famille apparaissent sur les côtés. Au début de sa carrière, il utilisait également un casque essentiellement blanc, avec quelques détails bleus autour de la visière.
Dans ses années avec Renault, il a ajouté quelques détails supplémentaires en bleu, notamment à l'arrière du casque. Le même design a été maintenu pendant la période McLaren, avec la seule variation évidente des sponsors.
Le casque d’Alain Prost connait un changement de design durant l'intersaison 1984-1985 avec un agrandissement de la zone bleue autour de la visière et l'horizontalité de la couronne portant le sponsor Marlboro. Ce casque a été maintenu lors de son passage chez Williams, avec également des variations dues aux sponsors.

## Vie privée
Alain Prost a vécu dans sa ville d'origine, Saint-Chamond, jusqu'à sa séparation d'avec l'équipe Renault. En 1983, Alain Prost déménage avec sa famille à Sainte-Croix en Suisse après que des salariés des usines Renault mécontents ont incendié deux de ses voitures. En novembre 1999, la famille Prost déménage à Nyon, toujours en Suisse.
Alain Prost a été marié à Anne-Marie Barges du 1er août 1980 jusqu’en 2017, avec qui il a eu deux fils : Nicolas (né le 18 août 1981) et Sacha (né le 30 mai 1990). Son premier fils, Nicolas, s'est à son tour lancé dans le sport automobile. Il remporte en 2010 et en 2011 le Trophée Andros.
Alain Prost a eu une liaison avec Bernadette Cottin, alors épouse du pilote français Jacques Laffite, à partir de 1990. Bernadette Cottin se sépare de Laffite puis donne naissance au troisième enfant d'Alain Prost, une fille nommée Victoria (née le 10 avril 1996)[réf. nécessaire].

## Engagement politique

### Soutiens

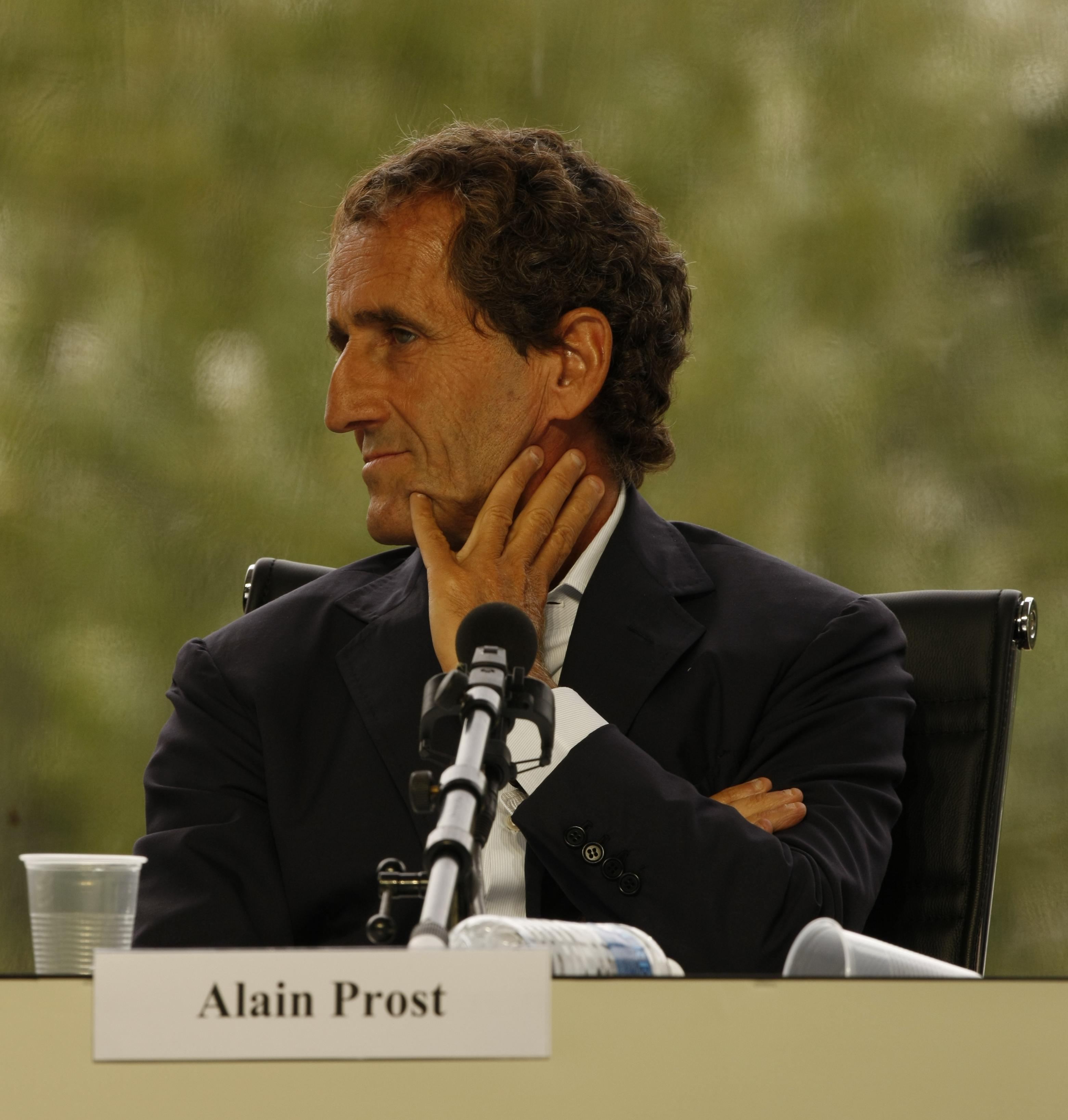
Alain Prost en 2009, à l'université d'été du MEDEF.

Alain Prost n'a jamais caché ses sympathies pour Jacques Chirac, qu'il a soutenu lors de plusieurs élections présidentielles, ainsi que pour Nicolas Sarkozy plus récemment.
Dès 2008, Alain Prost porte le projet d'un Grand Prix de France aux portes de Paris, avec un circuit temporaire au Parc Disneyland et a affirmé qu'une course en France est « une question d'intérêt national ».

### Recherche sur l'agrocarburant E85 Flexfuel 2010
Le 7 juin 2006, Thierry Breton, ministre de l'économie et des finances, a lancé un groupe de travail sur le projet polycarburant, visant à développer une filière française du bioéthanol. Il a confié le pilotage de ce groupe de travail sur les biocarburants à Alain Prost. Le 3 octobre 2006, le groupe de travail « Flexfuel 2010 » a rendu public son rapport, le « rapport Prost », proposant un ensemble de mesures pour développer le superéthanol E85 en France.

### Génocide arménien
Alain Prost a des origines arméniennes. Il a pris clairement position concernant le génocide arménien :

« Ma grand-mère s'appelait Victoria Karatchian. Elle est morte en 1978, quand j'avais 23 ans. Elle est née en Arménie et a vécu le génocide arménien. C'est elle qui m'a éduqué sur ce pan de l'Histoire. Son père, ses frères et ses sœurs ont été abattus devant elle. On ne peut pas rester insensible à ce genre de discours. C'est elle qui m'a expliqué l'histoire de son peuple, mes racines. Maintenant, le débat sur l'entrée de la Turquie dans l'Union européenne m'agace. Tant que les Turcs ne reconnaissent pas ce génocide, les négociations devraient être bloquées. »

## Palmarès et statistiques

### Formule 1
- 4 titres de champion du monde (4e ex æquo avec Sebastian Vettel et Max Verstappen, derrière Juan Manuel Fangio (5), Lewis Hamilton (7) et Michael Schumacher (7)
- 199 Grands Prix disputés
- 51 victoires (soit 25,6 %) (5e derrière Lewis Hamilton, Michael Schumacher, Max Verstappen et Sebastian Vettel)
- 798,5 points marqués (soit 4,01 par course)
- 33 pole positions (soit 16,6 %)
- 106 podiums (soit 53,3 %) (4e derrière Michael Schumacher, Lewis Hamilton et Sebastian Vettel)
- 41 meilleurs tours (soit 20,6 %)
- 8 hat tricks (soit 4,0 %)
- Débuts en F1 : Grand Prix d'Argentine 1980 (Résultat : 6e)
- Première victoire : Grand Prix de France 1981
- Première pole position : Grand Prix d'Allemagne 1981, sur le Circuit d'Hockenheim
- Dernière course : Grand Prix d'Australie 1993, sur le Circuit urbain d'Adélaïde (Résultat : 2e)
- Selon une étude publiée en 2016 dans le Journal of Quantitative Analysis in Sports, basée sur un modèle statistique permettant de distinguer les performances des pilotes des performances des machines, Alain Prost est classé deuxième meilleur pilote de tous les temps, derrière Juan Manuel Fangio[262].

#### Résultats en championnat du monde de Formule 1
| Saison | Écurie                         | Châssis    | Moteur               | Pneus    | GP disputés | Victoires | Pole positions | Meilleurs tours | Points inscrits | Classement |
| ------ | ------------------------------ | ---------- | -------------------- | -------- | ----------- | --------- | -------------- | --------------- | --------------- | ---------- |
| 1980   | Marlboro Team McLaren          | M29 M30    | Ford V8              | Goodyear | 11          | 0         | 0              | 0               | 5               | 16e        |
| 1981   | Équipe Renault Elf             | RE20B RE30 | Renault V6 turbo     | Michelin | 15          | 3         | 2              | 1               | 43              | 5e         |
| 1982   | Équipe Renault Elf             | RE30B      | Renault V6 turbo     | Michelin | 16          | 2         | 5              | 4               | 34              | 4e         |
| 1983   | Équipe Renault Elf             | RE30C RE40 | Renault V6 turbo     | Michelin | 15          | 4         | 3              | 3               | 57              | 2e         |
| 1984   | Marlboro McLaren International | MP4/2      | TAG-Porsche V6 turbo | Michelin | 16          | 7         | 3              | 3               | 71,5            | 2e         |
| 1985   | Marlboro McLaren International | MP4/2B     | TAG-Porsche V6 turbo | Goodyear | 16          | 5         | 2              | 5               | 76              | Champion   |
| 1986   | Marlboro McLaren International | MP4/2C     | TAG-Porsche V6 turbo | Goodyear | 16          | 4         | 1              | 2               | 74              | Champion   |
| 1987   | Marlboro McLaren International | MP4/3      | TAG-Porsche V6 turbo | Goodyear | 16          | 3         | 0              | 2               | 46              | 4e         |
| 1988   | Honda Marlboro McLaren         | MP4/4      | Honda V6 turbo       | Goodyear | 16          | 7         | 2              | 7               | 105             | 2e         |
| 1989   | Honda Marlboro McLaren         | MP4/5      | Honda V10            | Goodyear | 16          | 4         | 2              | 5               | 81              | Champion   |
| 1990   | Scuderia Ferrari SpA           | 641        | Ferrari V12          | Goodyear | 16          | 5         | 0              | 2               | 73              | 2e         |
| 1991   | Scuderia Ferrari SpA           | 642 643    | Ferrari V12          | Goodyear | 14          | 0         | 0              | 1               | 34              | 5e         |
| 1993   | Canon Williams Team            | FW15C      | Renault V10          | Goodyear | 16          | 7         | 13             | 6               | 99              | Champion   |
|        | Total                          |            |                      |          | 199         | 51        | 33             | 41              | 798,5           |            |

#### Victoires en championnat du monde
| No | Année | Manche | Date              | Grand Prix      | Circuit           | Position de départ | Écurie           | Voiture |
| -- | ----- | ------ | ----------------- | --------------- | ----------------- | ------------------ | ---------------- | ------- |
| 1  | 1981  | 08/15  | 5 juillet 1981    | France          | Dijon-Prenois     | 3e                 | Renault          | RE30    |
| 2  | 1981  | 12/15  | 30 août 1981      | Pays-Bas        | Zandvoort         | Pole position      | Renault          | RE30    |
| 3  | 1981  | 13/15  | 13 septembre 1981 | Italie          | Monza             | 3e                 | Renault          | RE30    |
| 4  | 1982  | 01/16  | 23 janvier 1982   | Afrique du Sud  | Kyalami           | 5e                 | Renault          | RE30B   |
| 5  | 1982  | 02/16  | 21 mars 1982      | Brésil          | Jacarepagua       | Pole position      | Renault          | RE30B   |
| 6  | 1983  | 03/15  | 17 avril 1983     | France          | Le Castellet      | Pole position      | Renault          | RE40    |
| 7  | 1983  | 07/15  | 22 mai 1983       | Belgique        | Spa-Francorchamps | Pole position      | Renault          | RE40    |
| 8  | 1983  | 09/15  | 16 juillet 1983   | Grande-Bretagne | Silverstone       | 3e                 | Renault          | RE40    |
| 9  | 1983  | 11/15  | 14 août 1983      | Autriche        | Zeltweg           | 5e                 | Renault          | RE40    |
| 10 | 1984  | 01/16  | 25 mars 1984      | Brésil          | Jacarepagua       | 4e                 | McLaren-TAG      | MP4/2   |
| 11 | 1984  | 04/16  | 6 mai 1984        | Saint-Marin     | Imola             | 2e                 | McLaren-TAG      | MP4/2   |
| 12 | 1984  | 06/16  | 3 juin 1984       | Monaco          | Monaco            | Pole position      | McLaren-TAG      | MP4/2   |
| 13 | 1984  | 11/16  | 5 août 1984       | Allemagne       | Hockenheim        | Pole position      | McLaren-TAG      | MP4/2   |
| 14 | 1984  | 13/16  | 26 août 1984      | Pays-Bas        | Zandvoort         | Pole position      | McLaren-TAG      | MP4/2   |
| 15 | 1984  | 15/16  | 7 octobre 1984    | Europe          | Nürburgring       | 2e                 | McLaren-TAG      | MP4/2   |
| 16 | 1984  | 16/16  | 21 octobre 1984   | Portugal        | Estoril           | 2e                 | McLaren-TAG      | MP4/2   |
| 17 | 1985  | 01/16  | 7 avril 1985      | Brésil          | Jacarepagua       | 6e                 | McLaren-TAG      | MP4/2B  |
| 18 | 1985  | 04/16  | 19 mai 1985       | Monaco          | Monaco            | 5e                 | McLaren-TAG      | MP4/2B  |
| 19 | 1985  | 08/16  | 21 juillet 1985   | Grande-Bretagne | Silverstone       | 3e                 | McLaren-TAG      | MP4/2B  |
| 20 | 1985  | 10/16  | 18 août 1985      | Autriche        | Zeltweg           | Pole position      | McLaren-TAG      | MP4/2B  |
| 21 | 1985  | 12/16  | 8 septembre 1985  | Italie          | Monza             | 5e                 | McLaren-TAG      | MP4/2B  |
| 22 | 1986  | 03/16  | 27 avril 1988     | Saint-Marin     | Imola             | 4e                 | McLaren-TAG      | MP4/2C  |
| 23 | 1986  | 04/16  | 11 mai 1986       | Monaco          | Monaco            | Pole position      | McLaren-TAG      | MP4/2C  |
| 24 | 1986  | 12/16  | 17 août 1986      | Autriche        | Zeltweg           | 5e                 | McLaren-TAG      | MP4/2C  |
| 25 | 1986  | 16/16  | 26 octobre 1986   | Australie       | Adélaïde          | 4e                 | McLaren-TAG      | MP4/2C  |
| 26 | 1987  | 01/16  | 12 avril 1987     | Brésil          | Jacarepagua       | 5e                 | McLaren-TAG      | MP4/3   |
| 27 | 1987  | 03/16  | 17 mai 1987       | Belgique        | Spa-Francorchamps | 6e                 | McLaren-TAG      | MP4/3   |
| 28 | 1987  | 12/16  | 20 septembre 1987 | Portugal        | Estoril           | 3e                 | McLaren-TAG      | MP4/3   |
| 29 | 1988  | 01/16  | 3 avril 1988      | Brésil          | Jacarepagua       | 3e                 | McLaren-Honda    | MP4/4   |
| 30 | 1988  | 03/16  | 15 mai 1988       | Monaco          | Monaco            | 2e                 | McLaren-Honda    | MP4/4   |
| 31 | 1988  | 04/16  | 29 mai 1988       | Mexique         | Mexico            | 2e                 | McLaren-Honda    | MP4/4   |
| 32 | 1988  | 07/16  | 3 juillet 1988    | France          | Le Castellet      | Pole position      | McLaren-Honda    | MP4/4   |
| 33 | 1988  | 13/16  | 25 septembre 1988 | Portugal        | Estoril           | Pole position      | McLaren-Honda    | MP4/4   |
| 34 | 1988  | 14/16  | 2 octobre 1988    | Espagne         | Jerez             | 2e                 | McLaren-Honda    | MP4/4   |
| 35 | 1988  | 16/16  | 13 novembre 1988  | Australie       | Adélaïde          | 2e                 | McLaren-Honda    | MP4/4   |
| 36 | 1989  | 05/16  | 4 juin 1989       | États-Unis      | Phoenix           | 2e                 | McLaren-Honda    | MP4/5   |
| 37 | 1989  | 07/16  | 9 juillet 1989    | France          | Le Castellet      | Pole position      | McLaren-Honda    | MP4/5   |
| 38 | 1989  | 08/16  | 16 juillet 1989   | Grande-Bretagne | Silverstone       | 2e                 | McLaren-Honda    | MP4/5   |
| 39 | 1989  | 12/16  | 10 septembre 1989 | Italie          | Monza             | 4e                 | McLaren-Honda    | MP4/5   |
| 40 | 1990  | 02/16  | 25 mars 1990      | Brésil          | Interlagos        | 6e                 | Ferrari          | 641     |
| 41 | 1990  | 06/16  | 24 juin 1990      | Mexique         | Mexico            | 13e                | Ferrari          | 641     |
| 42 | 1990  | 07/16  | 8 juillet 1990    | France          | Le Castellet      | 4e                 | Ferrari          | 641     |
| 43 | 1990  | 08/16  | 15 juillet 1990   | Grande-Bretagne | Silverstone       | 5e                 | Ferrari          | 641     |
| 44 | 1990  | 14/16  | 30 septembre 1990 | Espagne         | Jerez             | 2e                 | Ferrari          | 641     |
| 45 | 1993  | 01/16  | 14 mars 1993      | Afrique du Sud  | Kyalami           | Pole position      | Williams-Renault | FW15C   |
| 46 | 1993  | 04/16  | 25 avril 1993     | Saint-Marin     | Imola             | Pole position      | Williams-Renault | FW15C   |
| 47 | 1993  | 05/16  | 9 mai 1993        | Espagne         | Barcelone         | Pole position      | Williams-Renault | FW15C   |
| 48 | 1993  | 07/16  | 13 juin 1993      | Canada          | Montréal          | Pole position      | Williams-Renault | FW15C   |
| 49 | 1993  | 08/16  | 4 juillet 1993    | France          | Magny-Cours       | 2e                 | Williams-Renault | FW15C   |
| 50 | 1993  | 09/16  | 11 juillet 1993   | Grande-Bretagne | Silverstone       | Pole position      | Williams-Renault | FW15C   |
| 51 | 1993  | 10/16  | 25 juillet 1993   | Allemagne       | Hockenheim        | Pole position      | Williams-Renault | FW15C   |

#### Comparaison avec ses coéquipiers
Au cours de sa carrière en Formule 1, Alain Prost a presque toujours inscrit plus de points que ses coéquipiers au classement, cinq champions du monde inclus. Les seules exceptions furent 1984, quand Prost fut battu par Niki Lauda pour un demi-point, et sa première saison en 1980, quand John Watson le devança d'un seul point (en ayant participé à plus de courses). En 1988, malgré un nombre de points supérieur, Prost s'est incliné au championnat devant Senna puisque cette année-là, seuls les 11 meilleurs résultats étaient retenus.
| Saison | Coéquipier       | Points de Prost | Points du coéquipier |
| ------ | ---------------- | --------------- | -------------------- |
| 1980   | John Watson      | 5               | 6                    |
| 1981   | René Arnoux      | 43              | 11                   |
| 1982   | René Arnoux      | 34              | 28                   |
| 1983   | Eddie Cheever    | 57              | 22                   |
| 1984   | Niki Lauda       | 71,5            | 72                   |
| 1985   | Niki Lauda       | 76 (73)         | 14                   |
| 1986   | Keke Rosberg     | 74 (72)         | 22                   |
| 1987   | Stefan Johansson | 46              | 30                   |
| 1988   | Ayrton Senna     | 105 (87)        | 94 (90)              |
| 1989   | Ayrton Senna     | 81 (76)         | 60                   |
| 1990   | Nigel Mansell    | 73 (71)         | 37                   |
| 1991   | Jean Alesi       | 34              | 21                   |
| 1993   | Damon Hill       | 99              | 69                   |

### Palmarès hors-F1

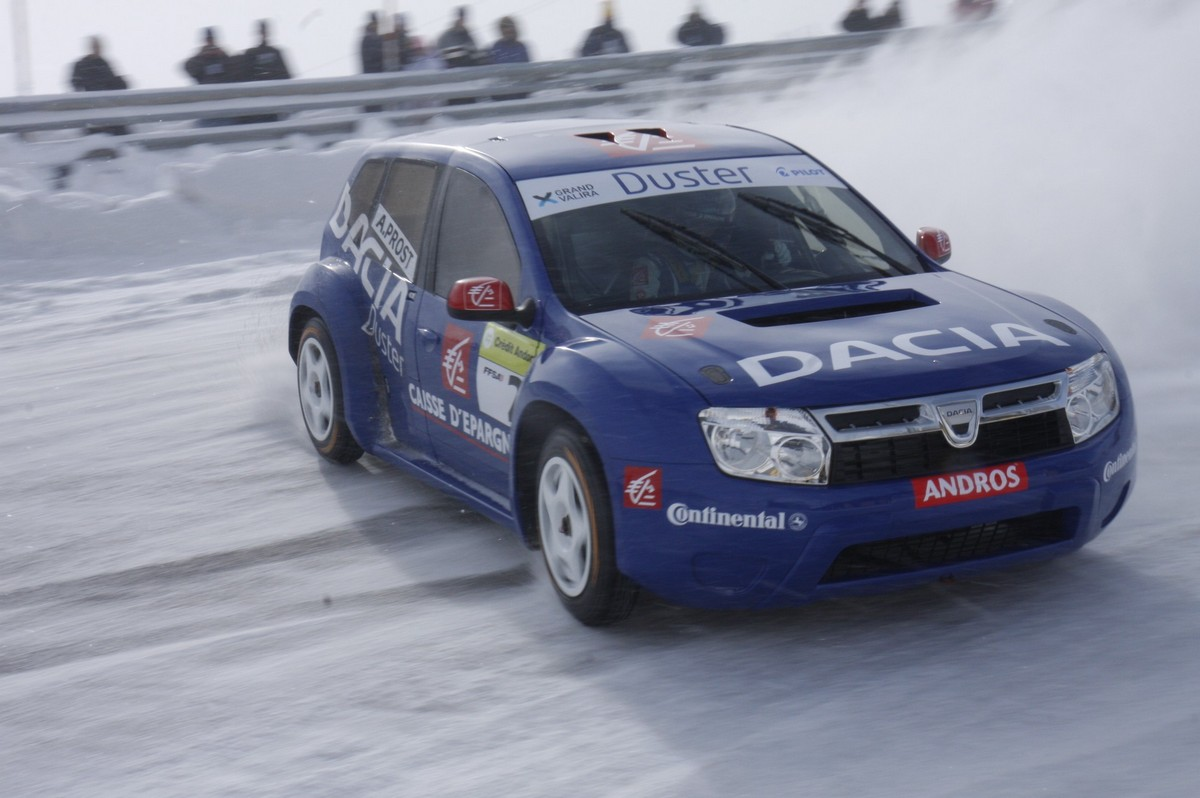
Alain Prost au Trophée Andros

- 1972 : Champion d’Europe juniors de karting
- 1973 : Champion de France et champion d'Europe de karting catégorie Junior
- 1974 : Champion de France de karting
- 1976 : Vainqueur du Volant Elf
- 1977 : Champion de France de Formule Renault
- 1977 : Champion d'Europe de Formule Renault
- 1978 et 1979 : Champion de France de Formule 3
- 1979 : Champion d'Europe de Formule 3
- 2007, 2008 et 2012[263] : Vainqueur du Trophée Andros (38 victoires, derrière Muller 48 et Dayraut 56 (en activité), et devant Tarrès 21[264])
- 2004, 2006, 2009, 2010 et 2011[265] : 2e du Trophée Andros (3e en 2005)

## Distinctions
- Champion des champions français du journal L'Équipe en 1985, 1986, 1989 et 1993 ;
- Autosport International Racing Driver Award en 1985 ;
- Lauréat du Prix Roland Peugeot de l'Académie des sports du plus bel exploit automobile français de l'année en 1984[266] ;
- Lauréat du Prix Henri Deutsch de la Meurthe de l'Académie des sports en 1985, récompensant un fait sportif pouvant entraîner un progrès matériel (et scientifique ou moral) pour l’humanité[267] .
- Grand Prix de l'Académie des sports en 1989 ;
- Autosport Gregor Grant Award en 1994 ;
- Introduit au International Motorsports Hall of Fame en 1999 ;
- Promotion 2010 des Gloires du sport français ;
- Le circuit de karting du Mans, le circuit de glace de Val Thorens et une rue de Perpignan portent son nom[268],[269],[270].

### Décorations
- Officier de la Légion d'honneur (nommé à titre exceptionnel, le 31 décembre 1993[271])
  - Chevalier du 21 janvier 1986[271]

- Officier de l'Ordre de l'Empire britannique par la reine Elisabeth II (1994)[272]

## Œuvre
- 1990 :  L'album Williams Renault de la FORMULE 1, préface d'Alain Prost
- 1993 : Alain Prost, Vive ma vie, Éditions Stein Ouaki (ISBN 978-2-9508-0310-8), 164 pages
- 2015 : Alain Pernot et Thibault Larue, préface d'Alain Prost, La Formule 1 des années 80, GM Éditions